# Seznam medailistek na mistrovství světa v plavání
Toto je seznam medailistek v plavání na mistrovství světa, které pořádá Mezinárodní plavecká federace.

## 50 m volný způsob
| Rok     | Zlato                       | Zlato | Stříbro                                             | Stříbro | Bronz                                            | Bronz |
| ------- | --------------------------- | ----- | --------------------------------------------------- | ------- | ------------------------------------------------ | ----- |
| MS 1986 | Tamara Costacheová (ROU)    | 25,28 | Kristin Ottová (GDR)                                | 25,50   | Marie-Thérèse Armenterová (SUI)                  | 25,93 |
| MS 1991 | Čuang Jung (CHN)            | 25,47 | Catherine Plewinská (FRA) Leigh-Ann Fetterová (USA) | 25,50   | —                                                | —     |
| MS 1994 | Le Ťing-i (CHN)             | 24,51 | Natalija Meščerjakovová (RUS)                       | 25,10   | Amy Van Dykenová (USA)                           | 25,18 |
| MS 1998 | Amy Van Dykenová (USA)      | 25,15 | Sandra Völkerová (GER)                              | 25,32   | Šan Jing (CHN)                                   | 25,36 |
| MS 2001 | Inge de Bruijnová (NED)     | 24,47 | Therese Alshammarová (SWE)                          | 24,88   | Sandra Völkerová (GER)                           | 24,96 |
| MS 2003 | Inge de Bruijnová (NED)     | 24,47 | Alice Millsová (AUS)                                | 25,07   | Lisbeth Lentonová (AUS)                          | 25,08 |
| MS 2005 | Lisbeth Lentonová (AUS)     | 24,59 | Marleen Veldhuisová (NED)                           | 24,83   | Ču Jing-wen (CHN)                                | 24,91 |
| MS 2007 | Lisbeth Lentonová (AUS)     | 24,53 | Therese Alshammarová (SWE)                          | 24,62   | Marleen Veldhuisová (NED)                        | 24,70 |
| MS 2009 | Britta Steffenová (GER)     | 23,73 | Therese Alshammarová (SWE)                          | 23,88   | Cate Campbellová (AUS) Marleen Veldhuisová (NED) | 23,99 |
| MS 2011 | Therese Alshammarová (SWE)  | 24,14 | Ranomi Kromowidjojová (NED)                         | 24,27   | Marleen Veldhuisová (NED)                        | 24,49 |
| MS 2013 | Ranomi Kromowidjojová (NED) | 24,05 | Cate Campbellová (AUS)                              | 24,14   | Francesca Halsallová (GBR)                       | 24,30 |
| MS 2015 | Bronte Campbellová (AUS)    | 24,12 | Ranomi Kromowidjojová (NED)                         | 24,22   | Sarah Sjöströmová (SWE)                          | 24,31 |
| MS 2017 | Sarah Sjöströmová (SWE)     | 23,69 | Ranomi Kromowidjojová (NED)                         | 23,85   | Simone Manuelová (USA)                           | 23,97 |
| MS 2019 | Simone Manuelová (USA)      | 24,05 | Sarah Sjöströmová (SWE)                             | 24,07   | Cate Campbellová (AUS)                           | 24,11 |
| MS 2022 | Sarah Sjöströmová (SWE)     | 23,98 | Katarzyna Wasicková (POL)                           | 24,14   | Megan Harrisová (AUS) Erika Brownová (USA)       | 24,38 |
| MS 2023 | Sarah Sjöströmová (SWE)     | 23,62 | Shayna Jacková (AUS)                                | 24,10   | Čang Jü-fej (CHN)                                | 24,15 |
| MS 2024 | Sarah Sjöströmová (SWE)     | 23,69 | Katherine Douglassová (USA)                         | 23,91   | Katarzyna Wasicková (POL)                        | 23,95 |
| MS 2025 | Meg Harrisová (AUS)         | 24,02 | Wu Čching-feng (CHN)                                | 24,26   | Čcheng Jü-ťie (CHN)                              | 24,28 |

## 100 m volný způsob
| Rok     | Zlato                                                   | Zlato | Stříbro                                          | Stříbro | Bronz                          | Bronz |
| ------- | ------------------------------------------------------- | ----- | ------------------------------------------------ | ------- | ------------------------------ | ----- |
| MS 1973 | Kornelia Enderová (GDR)                                 | 57,54 | Shirley Babashoffová (USA)                       | 58,87   | Enith Brigithaová (NED)        | 58,87 |
| MS 1975 | Kornelia Enderová (GDR)                                 | 56,60 | Shirley Babashoffová (USA)                       | 57,81   | Enith Brigithaová (NED)        | 58,20 |
| MS 1978 | Barbara Krauseová (GDR)                                 | 55,68 | Lene Jenssenová (NOR)                            | 56,82   | Larisa Carjovová (URS)         | 56,85 |
| MS 1982 | Birgit Meinekeová (GDR)                                 | 55,79 | Annemarie Verstappenová (NED)                    | 55,87   | Gillian Sterkelová (USA)       | 56,27 |
| MS 1986 | Kristin Ottová (GDR)                                    | 55,05 | Jenna Johnsonová (USA)                           | 55,70   | Cornelia van Bentumová (NED)   | 55,79 |
| MS 1991 | Nicole Haislettová (USA)                                | 55,17 | Catherine Plewinská (FRA)                        | 55,31   | Čuang Jung (CHN)               | 55,65 |
| MS 1994 | Le Ťing-i (CHN)                                         | 54,01 | Lu Pin (CHN)                                     | 54,15   | Franziska van Almsicková (GER) | 54,77 |
| MS 1998 | Jennifer Thompsonová (USA)                              | 54,95 | Martina Moravcová (SVK)                          | 55,09   | Šan Jing (CHN)                 | 55,10 |
| MS 2001 | Inge de Bruijnová (NED)                                 | 54,18 | Katrin Meißnerová (GER)                          | 55,07   | Sandra Völkerová (GER)         | 55,11 |
| MS 2003 | Hanna-Maria Seppäläová (FIN)                            | 54,37 | Jodie Henryová (AUS)                             | 54,58   | Jennifer Thompsonová (USA)     | 54,65 |
| MS 2005 | Jodie Henryová (AUS)                                    | 54,18 | Malia Metellaová (FRA) Natalie Coughlinová (USA) | 57,74   | —                              | —     |
| MS 2007 | Lisbeth Lentonová (AUS)                                 | 53,40 | Marleen Veldhuisová (NED)                        | 53,70   | Britta Steffenová (GER)        | 53,74 |
| MS 2009 | Britta Steffenová (GER)                                 | 52,07 | Francesca Halsallová (GBR)                       | 52,87   | Lisbeth Trickettová (AUS)      | 52,93 |
| MS 2011 | Alexandra Herasimenjová (BLR) Jeanette Ottesenová (DEN) | 53,45 | —                                                | —       | Ranomi Kromowidjojová (NED)    | 53,66 |
| MS 2013 | Cate Campbellová (AUS)                                  | 52,34 | Sarah Sjöströmová (SWE)                          | 52,89   | Ranomi Kromowidjojová (NED)    | 53,42 |
| MS 2015 | Bronte Campbellová (AUS)                                | 52,52 | Sarah Sjöströmová (SWE)                          | 52,70   | Cate Campbellová (AUS)         | 52,82 |
| MS 2017 | Simone Manuelová (USA)                                  | 52,27 | Sarah Sjöströmová (SWE)                          | 52,31   | Pernille Blumeová (DEN)        | 52,69 |
| MS 2019 | Simone Manuelová (USA)                                  | 52,04 | Cate Campbellová (AUS)                           | 52,43   | Sarah Sjöströmová (SWE)        | 52,46 |
| MS 2022 | Mollie O'Callaghanová (AUS)                             | 52,67 | Sarah Sjöströmová (SWE)                          | 52,80   | Torri Huskeová (USA)           | 52,92 |
| MS 2023 | Mollie O'Callaghanová (AUS)                             | 52,16 | Siobhán Haugheyová (HKG)                         | 52,49   | Marrit Steenbergenová (NED)    | 52,71 |
| MS 2024 | Marrit Steenbergenová (NED)                             | 52,26 | Siobhán Haugheyová (HKG)                         | 52,56   | Shayna Jacková (AUS)           | 52,83 |
| MS 2025 | Marrit Steenbergenová (NED)                             | 52,55 | Mollie O'Callaghanová (AUS)                      | 52,67   | Torri Huskeová (USA)           | 52,89 |

## 200 m volný způsob
| Rok     | Zlato                          | Zlato   | Stříbro                                     | Stříbro | Bronz                                   | Bronz   |
| ------- | ------------------------------ | ------- | ------------------------------------------- | ------- | --------------------------------------- | ------- |
| MS 1973 | Keena Rothhammerová (USA)      | 2:04,99 | Shirley Babashoffová (USA)                  | 2:05,33 | Andrea Eifeová (GDR)                    | 2:05,52 |
| MS 1975 | Shirley Babashoffová (USA)     | 2:02,50 | Kornelia Enderová (GDR)                     | 2:02,69 | Enith Brigithaová (NED)                 | 2:03,92 |
| MS 1978 | Cynthia Woodheadová (USA)      | 1:58,53 | Barbara Krauseová (GDR)                     | 1:59,78 | Larisa Carjovová (URS)                  | 2:01,76 |
| MS 1982 | Annemarie Verstappenová (NED)  | 1:59,53 | Birgit Meinekeová (GDR)                     | 2:00,67 | Annelies Maasová (NED)                  | 2:00,84 |
| MS 1986 | Heike Friedrichová (GDR)       | 1:58,26 | Manuela Stellmachová (GDR)                  | 1:58,90 | Mary T. Meagherová (USA)                | 2:00,14 |
| MS 1991 | Hayley Lewisová (AUS)          | 2:00,48 | Janet Evansová (USA)                        | 2:00,67 | Mette Jacobsenová (DEN)                 | 2:00,93 |
| MS 1994 | Franziska van Almsicková (GER) | 1:56,78 | Lu Pin (CHN)                                | 1:56,89 | Claudia Pollová (CRC)                   | 1:57,61 |
| MS 1998 | Claudia Pollová (CRC)          | 1:58,90 | Martina Moravcová (SVK)                     | 1:59,61 | Julia Grevilleová (AUS)                 | 1:59,92 |
| MS 2001 | Giaan Rooneyová (AUS)          | 1:58,57 | Jang Jüo (CHN)                              | 1:58,78 | Camelia Potecová (ROU)                  | 1:58,85 |
| MS 2003 | Alena Popčanková (BLR)         | 1:58,32 | Martina Moravcová (SVK)                     | 1:58,44 | Jang Jü (CHN)                           | 1:58,54 |
| MS 2005 | Solenne Figuèsová (FRA)        | 1:58,60 | Federica Pellegriniová (ITA)                | 1:58,73 | Jang Jü (CHN) Josefin Lillhageová (SWE) | 1:59,08 |
| MS 2007 | Laure Manaudouová (FRA)        | 1:55,52 | Annika Lurzová (GER)                        | 1:55,68 | Federica Pellegriniová (ITA)            | 1:56,97 |
| MS 2009 | Federica Pellegriniová (ITA)   | 1:52,98 | Allison Schmittová (USA)                    | 1:54,96 | Dana Vollmerová (USA)                   | 1:55,64 |
| MS 2011 | Federica Pellegriniová (ITA)   | 1:55,58 | Kylie Palmerová (AUS)                       | 1:56,04 | Camille Muffatová (FRA)                 | 1:56,10 |
| MS 2013 | Melissa Franklinová (USA)      | 1:54,81 | Federica Pellegriniová (ITA)                | 1:55,14 | Camille Muffatová (FRA)                 | 1:55,72 |
| MS 2015 | Kathleen Ledecká (USA)         | 1:55,16 | Federica Pellegriniová (ITA)                | 1:55,32 | Melissa Franklinová (USA)               | 1:55,49 |
| MS 2017 | Federica Pellegriniová (ITA)   | 1:54,73 | Emma McKeonová (AUS) Kathleen Ledecká (USA) | 1:55,18 | —                                       | —       |
| MS 2019 | Federica Pellegriniová (ITA)   | 1:54,22 | Ariarne Titmusová (AUS)                     | 1:54,66 | Sarah Sjöströmová (SWE)                 | 1:54,78 |
| MS 2022 | Jang Ťün-süan (CHN)            | 1:54,92 | Mollie O'Callaghanová (AUS)                 | 1:55,22 | Tchang Mu-chan (CHN)                    | 1:56,25 |
| MS 2023 | Mollie O'Callaghanová (AUS)    | 1:52,85 | Ariarne Titmusová (AUS)                     | 1:53,01 | Summer McIntoshová (CAN)                | 1:53,65 |
| MS 2024 | Siobhán Haugheyová (HKG)       | 1:54,89 | Erika Fairweatherová (NZL)                  | 1:55,77 | Brianna Throssellová (AUS)              | 1:56,00 |
| MS 2025 | Mollie O'Callaghanová (AUS)    | 1:53,48 | Li Ping-ťie (CHN)                           | 1:54,52 | Claire Weinsteinová (USA)               | 1:54,67 |

## 400 m volný způsob
| Rok     | Zlato                        | Zlato   | Stříbro                        | Stříbro | Bronz                       | Bronz   |
| ------- | ---------------------------- | ------- | ------------------------------ | ------- | --------------------------- | ------- |
| MS 1973 | Heather Greenwoodová (USA)   | 4:20,28 | Keena Rothhammerová (USA)      | 4:21,50 | Novella Calligarisová (ITA) | 4:21,79 |
| MS 1975 | Shirley Babashoffová (USA)   | 4:16,87 | Jennifer Turrallová (AUS)      | 4:17,88 | Kathryn Heddyová (USA)      | 4:18,03 |
| MS 1978 | Tracey Wickhamová (AUS)      | 4:06,28 | Cynthia Woodheadová (USA)      | 4:07,15 | Kimberley Linehanová (USA)  | 4:07,73 |
| MS 1982 | Carmela Schmidtová (GDR)     | 4:08,98 | Petra Schneiderová (GDR)       | 4:10,08 | Tiffany Cohenová (USA)      | 4:11,85 |
| MS 1986 | Heike Friedrichová (GDR)     | 4:07,45 | Astrid Straußová (GDR)         | 4:09,16 | Sarah Hardcastleová (GBR)   | 4:09,85 |
| MS 1991 | Janet Evansová (USA)         | 4:08,63 | Hayley Lewisová (AUS)          | 4:09,40 | Suzu Čibaová (JPN)          | 4:11,44 |
| MS 1994 | Jang Aj-chua (CHN)           | 4:09,64 | Cristina Teuscherová (USA)     | 4:10,21 | Claudia Pollová (CRC)       | 4:10,61 |
| MS 1998 | Čchen Jen (CHN)              | 4:06,72 | Brooke Bennettová (USA)        | 4:07,07 | Dagmar Haseová (GER)        | 4:08,82 |
| MS 2001 | Jana Kločkovová (UKR)        | 4:07,30 | Claudia Pollová (CRC)          | 4:09,15 | Hannah Stockbauerová (GER)  | 4:09,36 |
| MS 2003 | Hannah Stockbauerová (GER)   | 4:06,75 | Éva Risztovová (HUN)           | 4:07,24 | Diana Munzová (USA)         | 4:07,67 |
| MS 2005 | Laure Manaudouová (FRA)      | 4:06,44 | Ai Šibataová (JPN)             | 4:06,74 | Caitlin McClatcheyová (GBR) | 4:07,25 |
| MS 2007 | Laure Manaudouová (FRA)      | 4:02,61 | Otylia Jędrzejczaková (POL)    | 4:04,23 | Ai Šibataová (JPN)          | 4:05,19 |
| MS 2009 | Federica Pellegriniová (ITA) | 3:59,15 | Joanne Jacksonová (GBR)        | 4:00,60 | Rebecca Adlingtonová (GBR)  | 4:00,79 |
| MS 2011 | Federica Pellegriniová (ITA) | 4:01,97 | Rebecca Adlingtonová (GBR)     | 4:04,01 | Camille Muffatová (FRA)     | 4:04,06 |
| MS 2013 | Kathleen Ledecká (USA)       | 3:59,82 | Melani Costaová (ESP)          | 4:02,47 | Lauren Boyleová (NZL)       | 4:03,89 |
| MS 2015 | Kathleen Ledecká (USA)       | 3:59,13 | Sharon van Rouwendaalová (NED) | 4:03,02 | Jessica Ashwoodová (AUS)    | 4:03,34 |
| MS 2017 | Kathleen Ledecká (USA)       | 3:58,34 | Leah Smithová (USA)            | 4:01,54 | Li Ping-ťie (CHN)           | 4:03,25 |
| MS 2019 | Ariarne Titmusová (AUS)      | 3:58,76 | Kathleen Ledecká (USA)         | 3:59,97 | Leah Smithová (USA)         | 4:01,29 |
| MS 2022 | Kathleen Ledecká (USA)       | 3:58,15 | Summer McIntoshová (CAN)       | 3:59,39 | Leah Smithová (USA)         | 4:02,08 |
| MS 2023 | Ariarne Titmusová (AUS)      | 3:55,38 | Kathleen Ledecká (USA)         | 3:58,73 | Erika Fairweatherová (NZL)  | 3:59,59 |
| MS 2024 | Erika Fairweatherová (NZL)   | 3:59,44 | Li Ping-ťie (CHN)              | 4:01,62 | Isabel Goseová (GER)        | 4:02,39 |
| MS 2025 | Summer McIntoshová (CAN)     | 3:56,26 | Li Ping-ťie (CHN)              | 3:58,21 | Kathleen Ledecká (USA)      | 3:58,49 |

## 800 m volný způsob
| Rok     | Zlato                       | Zlato   | Stříbro                      | Stříbro | Bronz                      | Bronz   |
| ------- | --------------------------- | ------- | ---------------------------- | ------- | -------------------------- | ------- |
| MS 1973 | Novella Calligarisová (ITA) | 8:52,97 | Jo Harshbargerová (USA)      | 8:55,56 | Gudrun Wegnerová (GDR)     | 9:01,82 |
| MS 1975 | Jennifer Turrallová (AUS)   | 8:44,75 | Heather Greenwoodová (USA)   | 8:48,88 | Shirley Babashoffová (USA) | 8:53,22 |
| MS 1978 | Tracey Wickhamová (AUS)     | 8:24,94 | Cynthia Woodheadová (USA)    | 8:29,35 | Kimberley Linehanová (USA) | 8:32,60 |
| MS 1982 | Kimberley Linehanová (USA)  | 8:27,48 | Jacquelene Willmottová (GBR) | 8:32,61 | Carmela Schmidtová (GDR)   | 8:33,67 |
| MS 1986 | Astrid Straußová (GDR)      | 8:28,24 | Katja Hartmannová (GDR)      | 8:28,44 | Deborah Babashoffová (USA) | 8:34,04 |
| MS 1991 | Janet Evansová (USA)        | 8:24,05 | Grit Müllerová (GER)         | 8:30,20 | Jana Henkeová (GER)        | 8:30,31 |
| MS 1994 | Janet Evansová (USA)        | 8:29,85 | Hayley Lewisová (AUS)        | 8:29,94 | Brooke Bennettová (USA)    | 8:31,30 |
| MS 1998 | Brooke Bennettová (USA)     | 8:28,71 | Diana Munzová (USA)          | 8:29,97 | Kirsten Vlieghuisová (NED) | 8:32,34 |
| MS 2001 | Hannah Stockbauerová (GER)  | 8:24,66 | Diana Munzová (USA)          | 8:28,84 | Kaitlin Sandenová (USA)    | 8:31,45 |
| MS 2003 | Hannah Stockbauerová (GER)  | 8:23,66 | Diana Munzová (USA)          | 8:24,19 | Rebecca Cookeová (GBR)     | 8:28,45 |
| MS 2005 | Kate Zieglerová (USA)       | 8:25,31 | Brittany Reimerová (CAN)     | 8:27,59 | Ai Šibataová (JPN)         | 8:27,86 |
| MS 2007 | Kate Zieglerová (USA)       | 8:18,52 | Laure Manaudouová (FRA)      | 8:18,80 | Hayley Peirsolová (USA)    | 8:26,41 |
| MS 2009 | Lotte Friisová (DEN)        | 8:15,92 | Joanne Jacksonová (GBR)      | 8:16,66 | Alessia Filippiová (ITA)   | 8:17,21 |
| MS 2011 | Rebecca Adlingtonová (GBR)  | 8:17,51 | Lotte Friisová (DEN)         | 8:18,20 | Kate Zieglerová (USA)      | 8:23,36 |
| MS 2013 | Kathleen Ledecká (USA)      | 8:13,86 | Lotte Friisová (DEN)         | 8:16,32 | Lauren Boyleová (NZL)      | 8:18,58 |
| MS 2015 | Kathleen Ledecká (USA)      | 8:07,39 | Lauren Boyleová (NZL)        | 8:17,65 | Jazmin Carlinová (GBR)     | 8:18,15 |
| MS 2017 | Kathleen Ledecká (USA)      | 8:12,68 | Li Ping-ťie (CHN)            | 8:15,46 | Leah Smithová (USA)        | 8:17,22 |
| MS 2019 | Kathleen Ledecká (USA)      | 8:13,58 | Simona Quadarellaová (ITA)   | 8:14,99 | Ariarne Titmusová (AUS)    | 8:15,70 |
| MS 2022 | Kathleen Ledecká (USA)      | 8:08,04 | Kiah Melvertonová (AUS)      | 8:18,77 | Simona Quadarellaová (ITA) | 8:19,00 |
| MS 2023 | Kathleen Ledecká (USA)      | 8:08,87 | Li Ping-ťie (CHN)            | 8:13,31 | Ariarne Titmusová (AUS)    | 8:13,59 |
| MS 2024 | Simona Quadarellaová (ITA)  | 8:17,44 | Isabel Goseová (GER)         | 8:17,53 | Erika Fairweatherová (NZL) | 8:22,26 |
| MS 2025 | Katie Ledecká (USA)         | 8:05,62 | Lani Pallisterová (AUS)      | 8:05,98 | Summer McIntoshová (CAN)   | 8:07,29 |

## 1500 m volný způsob
| Rok     | Zlato                      | Zlato    | Stříbro                    | Stříbro  | Bronz                      | Bronz    |
| ------- | -------------------------- | -------- | -------------------------- | -------- | -------------------------- | -------- |
| MS 2001 | Hannah Stockbauerová (GER) | 16:01,02 | Flavia Rigamontiová (SUI)  | 16:05,99 | Diana Munzová (USA)        | 16:07,05 |
| MS 2003 | Hannah Stockbauerová (GER) | 16:00,18 | Hayley Peirsolová (USA)    | 16:09,64 | Jana Henkeová (GER)        | 16:10,13 |
| MS 2005 | Kate Zieglerová (USA)      | 16:00,41 | Flavia Rigamontiová (SUI)  | 16:04,34 | Brittany Reimerová (CAN)   | 16:07,73 |
| MS 2007 | Kate Zieglerová (USA)      | 15:53,05 | Flavia Rigamontiová (SUI)  | 15:55,38 | Ai Šibataová (JPN)         | 15:58,55 |
| MS 2009 | Alessia Filippiová (ITA)   | 15:44,93 | Lotte Friisová (DEN)       | 15:46,30 | Camelia Potecová (ROU)     | 15:55,63 |
| MS 2011 | Lotte Friisová (DEN)       | 15:49,59 | Kate Zieglerová (USA)      | 15:55,60 | Li Süan-sü (CHN)           | 15:58,02 |
| MS 2013 | Kathleen Ledecká (USA)     | 15:36,53 | Lotte Friisová (DEN)       | 15:38,88 | Lauren Boyleová (NZL)      | 15:44,71 |
| MS 2015 | Kathleen Ledecká (USA)     | 15:25,48 | Lauren Boyleová (NZL)      | 15:40,14 | Boglárka Kapásová (HUN)    | 15:47,09 |
| MS 2017 | Kathleen Ledecká (USA)     | 15:31,82 | Mireia Belmonteová (ESP)   | 15:50,89 | Simona Quadarellaová (ITA) | 15:53,86 |
| MS 2019 | Simona Quadarellaová (ITA) | 15:40,89 | Sarah Köhlerová (GER)      | 15:48,83 | Wang Ťien-ťia-che (CHN)    | 15:51,00 |
| MS 2022 | Kathleen Ledecká (USA)     | 15:30,15 | Kathryn Grimesová (USA)    | 15:44,89 | Lani Pallisterová (AUS)    | 15:48,96 |
| MS 2023 | Kathleen Ledecká (USA)     | 15:26,27 | Simona Quadarellaová (ITA) | 15:43,31 | Li Ping-ťie (CHN)          | 15:45,71 |
| MS 2024 | Simona Quadarellaová (ITA) | 15:46,99 | Li Ping-ťie (CHN)          | 15:56,62 | Isabel Goseová (GER)       | 15:57,55 |
| MS 2025 | Kathleen Ledecká (USA)     | 15:26,44 | Simona Quadarellaová (ITA) | 15:31,79 | Lani Pallisterová (AUS)    | 15:41,18 |

## 50 m znak
| Rok     | Zlato                      | Zlato | Stříbro                       | Stříbro | Bronz                         | Bronz |
| ------- | -------------------------- | ----- | ----------------------------- | ------- | ----------------------------- | ----- |
| MS 2001 | Haley Copeová (USA)        | 28,51 | Antje Buschschulteová (GER)   | 28,53   | Natalie Coughlinová (USA)     | 28,54 |
| MS 2003 | Nina Živaněvská (ESP)      | 28,48 | Ilona Hlaváčková (CZE)        | 28,50   | Noriko Inadaová (JPN)         | 28,62 |
| MS 2005 | Giaan Rooneyová (AUS)      | 28,63 | Kao Čchang (CHN)              | 28,69   | Antje Buschschulteová (GER)   | 28,72 |
| MS 2007 | Leila Vaziriová (USA)      | 28,16 | Alexandra Herasimenjová (BLR) | 28,46   | Tayliah Zimmerová (AUS)       | 28,50 |
| MS 2009 | Čao Ťing (CHN)             | 27,06 | Daniela Samulská (GER)        | 27,23   | Kao Čchang (CHN)              | 27,28 |
| MS 2011 | Anastasija Zujevová (RUS)  | 27,79 | Aja Terakawaová (JPN)         | 27,93   | Melissa Franklinová (USA)     | 28,01 |
| MS 2013 | Čao Ťing (CHN)             | 27,29 | Fu Jüan-chuej (CHN)           | 27,39   | Aja Terakawaová (JPN)         | 27,53 |
| MS 2015 | Fu Jüan-chuej (CHN)        | 27,11 | Etiene Medeirosová (BRA)      | 27,26   | Liou Siang (CHN)              | 27,58 |
| MS 2017 | Etiene Medeirosová (BRA)   | 27,14 | Fu Jüan-chuej (CHN)           | 27,15   | Alexandra Herasimenjová (BLR) | 27,23 |
| MS 2019 | Olivia Smoligaová (USA)    | 27,33 | Etiene Medeirosová (BRA)      | 27,44   | Darija Vaskinová (RUS)        | 27,51 |
| MS 2022 | Kylie Masseová (CAN)       | 27,31 | Katharine Berkoffová (USA)    | 27,39   | Analia Pigréeová (FRA)        | 27,40 |
| MS 2023 | Kaylee McKeownová (AUS)    | 27,08 | Regan Smithová (USA)          | 27,11   | Lauren Coxová (GBR)           | 27,20 |
| MS 2024 | Claire Curzanová (USA)     | 27,43 | Iona Andersonová (AUS)        | 27,45   | Ingrid Wilmová (CAN)          | 27,61 |
| MS 2025 | Katharine Berkoffová (USA) | 27,08 | Regan Smithová (USA)          | 27,25   | Wan Le-tchien (CHN)           | 27,30 |

## 100 m znak
| Rok     | Zlato                        | Zlato   | Stříbro                                            | Stříbro | Bronz                       | Bronz   |
| ------- | ---------------------------- | ------- | -------------------------------------------------- | ------- | --------------------------- | ------- |
| MS 1973 | Ulrike Richterová (GDR)      | 1:05,42 | Melissa Beloteová (USA)                            | 1:06,11 | Wendy Cooková (CAN)         | 1:06,27 |
| MS 1975 | Ulrike Richterová (GDR)      | 1:03,30 | Birgit Treiberová (GDR)                            | 1:04,34 | Nancy Garapicková (CAN)     | 1:04,73 |
| MS 1978 | Linda Jezeková (USA)         | 1:02,55 | Birgit Treiberová (GDR)                            | 1:03,18 | Cheryl Gibsonová (CAN)      | 1:03,43 |
| MS 1982 | Kristin Ottová (GDR)         | 1:01,30 | Ina Kleberová (GDR)                                | 1:01,47 | Susan Walshová (USA)        | 1:02,86 |
| MS 1986 | Elizabeth Mitchellová (USA)  | 1:01,74 | Kathrin Zimmermannová (GDR)                        | 1:02,17 | Natalija Šibajevová (URS)   | 1:02,25 |
| MS 1991 | Krisztina Egerszegiová (HUN) | 1:01,78 | Tünde Szabóová (HUN)                               | 1:01,98 | Jane Wagstaffová (USA)      | 1:02,17 |
| MS 1994 | Che Cch'-chung (CHN)         | 1:00,57 | Nina Živaněvská (RUS)                              | 1:00,83 | Barbara Bedfordová (USA)    | 1:01,32 |
| MS 1998 | Lea Maurerová (USA)          | 1:01,16 | Mai Nakamuraová (JPN)                              | 1:01,28 | Sandra Völkerová (GER)      | 1:01,47 |
| MS 2001 | Natalie Coughlinová (USA)    | 1:00,37 | Diana Mocanuová (ROU)                              | 1:00,68 | Antje Buschschulteová (GER) | 1:01,42 |
| MS 2003 | Antje Buschschulteová (GER)  | 1:00,50 | Louise Ørnstedtová (DEN) Katherine Sextonová (GBR) | 1:00,86 | —                           | —       |
| MS 2005 | Kirsty Coventryová (ZIM)     | 1:00,24 | Antje Buschschulteová (GER)                        | 1:00,84 | Natalie Coughlinová (USA)   | 1:00,88 |
| MS 2007 | Natalie Coughlinová (USA)    | 59,44   | Laure Manaudouová (FRA)                            | 59,87   | Reiko Nakamuraová (JPN)     | 1:00,40 |
| MS 2009 | Gemma Spofforthová (GBR)     | 58,12   | Anastasija Zujevová (RUS)                          | 58,18   | Emily Seebohmová (AUS)      | 58,88   |
| MS 2011 | Čao Ťing (CHN)               | 59,05   | Anastasija Zujevová (RUS)                          | 59,06   | Natalie Coughlinová (USA)   | 59,15   |
| MS 2013 | Melissa Franklinová (USA)    | 58,42   | Emily Seebohmová (AUS)                             | 59,06   | Aja Terakawaová (JPN)       | 59,23   |
| MS 2015 | Emily Seebohmová (AUS)       | 58,26   | Madison Wilsonová (AUS)                            | 58,75   | Mie Nielsenová (DEN)        | 58,86   |
| MS 2017 | Kylie Masseová (CAN)         | 58,10   | Kathleen Bakerová (USA)                            | 58,58   | Emily Seebohmová (AUS)      | 58,59   |
| MS 2019 | Kylie Masseová (CAN)         | 58,60   | Minna Athertonová (AUS)                            | 58,85   | Olivia Smoligaová (USA)     | 58,91   |
| MS 2022 | Regan Smithová (USA)         | 58,22   | Kylie Masseová (CAN)                               | 58,40   | Claire Curzanová (USA)      | 58,67   |
| MS 2023 | Kaylee McKeownová (AUS)      | 57,53   | Regan Smithová (USA)                               | 57,78   | Katharine Berkoffová (USA)  | 58,25   |
| MS 2024 | Claire Curzanová (USA)       | 58,29   | Iona Andersonová (AUS)                             | 59,12   | Ingrid Wilmová (CAN)        | 59,18   |
| MS 2025 | Kaylee McKeownová (AUS)      | 57,16   | Regan Smithová (USA)                               | 57,35   | Katharine Berkoffová (USA)  | 58,15   |

## 200 m znak
| Rok     | Zlato                        | Zlato   | Stříbro                      | Stříbro | Bronz                          | Bronz   |
| ------- | ---------------------------- | ------- | ---------------------------- | ------- | ------------------------------ | ------- |
| MS 1973 | Melissa Beloteová (USA)      | 2:20,52 | Enith Brigithaová (NED)      | 2:22,15 | Andrea Gyarmatiová (HUN)       | 2:22,48 |
| MS 1975 | Birgit Treiberová (GDR)      | 2:15,46 | Nancy Garapicková (CAN)      | 2:16,09 | Ulrike Richterová (GDR)        | 2:18,76 |
| MS 1978 | Linda Jezeková (USA)         | 2:11,93 | Birgit Treiberová (GDR)      | 2:14,07 | Cheryl Gibsonová (CAN)         | 2:14,23 |
| MS 1982 | Cornelia Sirchová (GDR)      | 2:09,91 | Georgina Parkesová (AUS)     | 2:14,96 | Carmen Bunaciuová (ROU)        | 2:15,40 |
| MS 1986 | Cornelia Sirchová (GDR)      | 2:11,37 | Elizabeth Mitchellová (USA)  | 2:11,39 | Kathrin Zimmermannová (GDR)    | 2:11,45 |
| MS 1991 | Krisztina Egerszegiová (HUN) | 2:09,15 | Dagmar Haseová (GER)         | 2:12,01 | Jane Wagstaffová (USA)         | 2:13,14 |
| MS 1994 | Che Cch'-chung (CHN)         | 2:07,40 | Krisztina Egerszegiová (HUN) | 2:09,10 | Lorenza Vigaraniová (ITA)      | 2:10,92 |
| MS 1998 | Roxana Maracineanuová (FRA)  | 2:11,26 | Dagmar Haseová (GER)         | 2:11,45 | Mai Nakamuraová (JPN)          | 2:12,22 |
| MS 2001 | Diana Mocanuová (ROU)        | 2:09,94 | Stanislava Komarovová (RUS)  | 2:10,43 | Joanna Fargusová (GBR)         | 2:11,05 |
| MS 2003 | Katherine Sextonová (GBR)    | 2:08,74 | Margaret Hoelzerová (USA)    | 2:09,24 | Stanislava Komarovová (RUS)    | 2:10,17 |
| MS 2005 | Kirsty Coventryová (ZIM)     | 2:08,52 | Margaret Hoelzerová (USA)    | 2:09,94 | Reiko Nakamuraová (JPN)        | 2:10,41 |
| MS 2007 | Margaret Hoelzerová (USA)    | 2:07,16 | Kirsty Coventryová (ZIM)     | 2:07,54 | Reiko Nakamuraová (JPN)        | 2:08,54 |
| MS 2009 | Kirsty Coventryová (ZIM)     | 2:04,81 | Anastasija Zujevová (RUS)    | 2:04,94 | Elizabeth Beiselová (USA)      | 2:06,39 |
| MS 2011 | Melissa Franklinová (USA)    | 2:05,10 | Belinda Hockingová (AUS)     | 2:06,06 | Sharon van Rouwendaalová (NED) | 2:07,78 |
| MS 2013 | Melissa Franklinová (USA)    | 2:04,76 | Belinda Hockingová (AUS)     | 2:06,66 | Hilary Caldwellová (CAN)       | 2:06,80 |
| MS 2015 | Emily Seebohmová (AUS)       | 2:05,81 | Melissa Franklinová (USA)    | 2:06,34 | Katinka Hosszúová (HUN)        | 2:06,84 |
| MS 2017 | Emily Seebohmová (AUS)       | 2:05,68 | Katinka Hosszúová (HUN)      | 2:05,85 | Kathleen Bakerová (USA)        | 2:06,48 |
| MS 2019 | Regan Smithová (USA)         | 2:03,69 | Kaylee McKeownová (AUS)      | 2:06,26 | Kylie Masseová (CAN)           | 2:06,62 |
| MS 2022 | Kaylee McKeownová (AUS)      | 2:05,08 | Phoebe Baconová (USA)        | 2:05,12 | Rhyan Whiteová (USA)           | 2:06,96 |
| MS 2023 | Kaylee McKeownová (AUS)      | 2:03,85 | Regan Smithová (USA)         | 2:04,94 | Pcheng Sü-wej (CHN)            | 2:06,74 |
| MS 2024 | Claire Curzanová (USA)       | 2:05,77 | Jaclyn Barclayová (AUS)      | 2:07,03 | Anastasija Škurdajová (ANA)    | 2:09,08 |
| MS 2025 | Kaylee McKeownová (AUS)      | 2:03,33 | Regan Smithová (USA)         | 2:04,29 | Claire Curzanová (USA)         | 2:06,04 |

## 50 m motýlek
| Rok     | Zlato                      | Zlato | Stříbro                        | Stříbro | Bronz                          | Bronz |
| ------- | -------------------------- | ----- | ------------------------------ | ------- | ------------------------------ | ----- |
| MS 2001 | Inge de Bruijnová (NED)    | 25,90 | Therese Alshammarová (SWE)     | 26,18   | Anna-Karin Kammerlingová (SWE) | 26,45 |
| MS 2003 | Inge de Bruijnová (NED)    | 25,84 | Jennifer Thompsonová (USA)     | 26,00   | Anna-Karin Kammerlingová (SWE) | 26,06 |
| MS 2005 | Danni Miatkeová (AUS)      | 26,11 | Anna-Karin Kammerlingová (SWE) | 26,36   | Therese Alshammarová (SWE)     | 26,39 |
| MS 2007 | Therese Alshammarová (SWE) | 25,91 | Danni Miatkeová (AUS)          | 26,05   | Inge Dekkerová (NED)           | 26,11 |
| MS 2009 | Marieke Guehrerová (AUS)   | 25,48 | Čou Ja-fej (CHN)               | 25,57   | Ingvild Snildalová (NOR)       | 25,58 |
| MS 2011 | Inge Dekkerová (NED)       | 25,71 | Therese Alshammarová (SWE)     | 25,76   | Mélanie Héniqueová (FRA)       | 25,86 |
| MS 2013 | Jeanette Ottesenová (DEN)  | 25,24 | Lu Jing (CHN)                  | 25,42   | Ranomi Kromowidjojová (NED)    | 25,53 |
| MS 2015 | Sarah Sjöströmová (SWE)    | 24,96 | Jeanette Ottesenová (DEN)      | 25,34   | Lu Jing (CHN)                  | 25,37 |
| MS 2017 | Sarah Sjöströmová (SWE)    | 24,60 | Ranomi Kromowidjojová (NED)    | 25,38   | Farida Osmanová (EGY)          | 25,39 |
| MS 2019 | Sarah Sjöströmová (SWE)    | 25,02 | Ranomi Kromowidjojová (NED)    | 25,35   | Farida Osmanová (EGY)          | 25,47 |
| MS 2022 | Sarah Sjöströmová (SWE)    | 24,95 | Mélanie Héniqueová (FRA)       | 25,31   | Čang Jü-fej (CHN)              | 25,32 |
| MS 2023 | Sarah Sjöströmová (SWE)    | 24,77 | Čang Jü-fej (CHN)              | 25,05   | Gretchen Walshová (USA)        | 25,46 |
| MS 2024 | Sarah Sjöströmová (SWE)    | 24,63 | Mélanie Heniqueová (FRA)       | 25,44   | Farida Osmanová (EGY)          | 25,67 |
| MS 2025 | Gretchen Walshová (USA)    | 24,83 | Alexandria Perkinsová (AUS)    | 25,31   | Roos Vanotterdijková (BEL)     | 25,43 |

## 100 m motýlek
| Rok     | Zlato                      | Zlato   | Stříbro                     | Stříbro | Bronz                       | Bronz   |
| ------- | -------------------------- | ------- | --------------------------- | ------- | --------------------------- | ------- |
| MS 1973 | Kornelia Enderová (GDR)    | 1:02,53 | Rosemarie Kotherová (GDR)   | 1:02,68 | Majumi Aokiová (JPN)        | 1:03,73 |
| MS 1975 | Kornelia Enderová (GDR)    | 1:01,24 | Rosemarie Kotherová (GDR)   | 1:01,80 | Camille Wrightová (USA)     | 1:02,79 |
| MS 1978 | Joan Penningtonová (USA)   | 1:00,20 | Andrea Pollacková (GDR)     | 1:00,26 | Wendy Quirková (CAN)        | 1:01,82 |
| MS 1982 | Mary T. Meagherová (USA)   | 59,41   | Ines Geißlerová (GDR)       | 1:00,36 | Melanie Buddemeyerová (USA) | 1:00,40 |
| MS 1986 | Kornelia Greßlerová (GDR)  | 59,51   | Kristin Ottová (GDR)        | 59,66   | Mary T. Meagherová (USA)    | 59,98   |
| MS 1991 | Čchien Chung (CHN)         | 59,68   | Wang Siao-chung (CHN)       | 59,81   | Catherine Plewinská (FRA)   | 59,88   |
| MS 1994 | Liou Li-min (CHN)          | 58,98   | Čchü Jün (CHN)              | 59,69   | Susan O'Neillová (AUS)      | 1:00,11 |
| MS 1998 | Jennifer Thompsonová (USA) | 58,46   | Ajari Aojamaová (JPN)       | 58,79   | Petria Thomasová (AUS)      | 58,97   |
| MS 2001 | Petria Thomasová (AUS)     | 58,27   | Otylia Jędrzejczaková (POL) | 58,72   | Džunko Onišiová (JPN)       | 58,88   |
| MS 2003 | Jennifer Thompsonová (USA) | 57,96   | Otylia Jędrzejczaková (POL) | 58,22   | Martina Moravcová (SVK)     | 58,24   |
| MS 2005 | Jessicah Schipperová (AUS) | 57,23   | Lisbeth Lentonová (AUS)     | 57,37   | Otylia Jędrzejczaková (POL) | 58,57   |
| MS 2007 | Lisbeth Lentonová (AUS)    | 57,15   | Jessicah Schipperová (AUS)  | 57,24   | Natalie Coughlinová (USA)   | 57,34   |
| MS 2009 | Sarah Sjöströmová (SWE)    | 56,06   | Jessicah Schipperová (AUS)  | 56,23   | Ťiao Liou-jang (CHN)        | 56,86   |
| MS 2011 | Dana Vollmerová (USA)      | 56,87   | Alicia Couttsová (AUS)      | 56,94   | Lu Jing (CHN)               | 57,06   |
| MS 2013 | Sarah Sjöströmová (SWE)    | 56,53   | Alicia Couttsová (AUS)      | 56,97   | Dana Vollmerová (USA)       | 57,24   |
| MS 2015 | Sarah Sjöströmová (SWE)    | 55,64   | Jeanette Ottesenová (DEN)   | 57,05   | Lu Jing (CHN)               | 57,48   |
| MS 2017 | Sarah Sjöströmová (SWE)    | 55,53   | Emma McKeonová (AUS)        | 56,18   | Kelsi Worrellová (USA)      | 56,37   |
| MS 2019 | Margaret Mac Neilová (CAN) | 55,83   | Sarah Sjöströmová (SWE)     | 56,22   | Emma McKeonová (AUS)        | 56,61   |
| MS 2022 | Torri Huskeová (USA)       | 55,64   | Marie Wattelová (FRA)       | 56,14   | Čang Jü-fej (CHN)           | 56,41   |
| MS 2023 | Čang Jü-fej (CHN)          | 56,12   | Margaret Mac Neilová (CAN)  | 56,45   | Victoria Huskeová (USA)     | 56,61   |
| MS 2024 | Angelina Köhlerová (GER)   | 56,28   | Claire Curzanová (USA)      | 56,61   | Louise Hanssonová (SWE)     | 56,94   |
| MS 2025 | Gretchen Walshová (USA)    | 54,73   | Roos Vanotterdijková (BEL)  | 55,84   | Alexandria Perkinsová (AUS) | 56,33   |

## 200 m motýlek
| Rok     | Zlato                       | Zlato   | Stříbro                      | Stříbro | Bronz                       | Bronz   |
| ------- | --------------------------- | ------- | ---------------------------- | ------- | --------------------------- | ------- |
| MS 1973 | Rosemarie Kotherová (GDR)   | 2:13,76 | Roswitha Beierová (GDR)      | 2:16,77 | Lynn Colellaová (USA)       | 2:19,53 |
| MS 1975 | Rosemarie Kotherová (GDR)   | 2:13,82 | Valerie Leeová (USA)         | 2:14,89 | Gabriele Wuscheková (GDR)   | 2:15,96 |
| MS 1978 | Tracy Caulkinsová (USA)     | 2:09,87 | Nancy Hogsheadová (USA)      | 2:11,30 | Andrea Pollacková (GDR)     | 2:12,63 |
| MS 1982 | Ines Geißlerová (GDR)       | 2:08,66 | Mary T. Meagherová (USA)     | 2:09,76 | Heike Dähneová (GDR)        | 2:10,29 |
| MS 1986 | Mary T. Meagherová (USA)    | 2:08,41 | Kornelia Greßlerová (GDR)    | 2:10,66 | Birte Weigangová (GDR)      | 2:10,68 |
| MS 1991 | Summer Sandersová (USA)     | 2:09,24 | Rie Šitóová (JPN)            | 2:11,06 | Hayley Lewisová (AUS)       | 2:11,09 |
| MS 1994 | Liou Li-min (CHN)           | 2:07,25 | Čchü Jün (CHN)               | 2:07,42 | Susan O'Neillová (AUS)      | 2:09,54 |
| MS 1998 | Susan O'Neillová (AUS)      | 2:07,93 | Petria Thomasová (AUS)       | 2:09,08 | Misty Hymanová (USA)        | 2:09,98 |
| MS 2001 | Petria Thomasová (AUS)      | 2:06,73 | Annika Mehlhornová (GER)     | 2:06,97 | Kaitlin Sandenová (USA)     | 2:08,52 |
| MS 2003 | Otylia Jędrzejczaková (POL) | 2:07,56 | Éva Risztovová (HUN)         | 2:07,68 | Juko Nakanišiová (JPN)      | 2:08,08 |
| MS 2005 | Otylia Jędrzejczaková (POL) | 2:05,61 | Jessicah Schipperová (AUS)   | 2:05,65 | Juko Nakanišiová (JPN)      | 2:09,40 |
| MS 2007 | Jessicah Schipperová (AUS)  | 2:06,39 | Kimberly Vandenbergová (USA) | 2:06,71 | Otylia Jędrzejczaková (POL) | 2:06,90 |
| MS 2009 | Jessicah Schipperová (AUS)  | 2:03,41 | Liou C'-ke (CHN)             | 2:03,90 | Katinka Hosszúová (HUN)     | 2:04,28 |
| MS 2011 | Ťiao Liou-jang (CHN)        | 2:05,55 | Ellen Gandyová (GBR)         | 2:05,59 | Liou C'-ke (CHN)            | 2:05,90 |
| MS 2013 | Liou C'-ke (CHN)            | 2:04,59 | Mireia Belmonteová (ESP)     | 2:04,78 | Katinka Hosszúová (HUN)     | 2:05,59 |
| MS 2015 | Nacumi Hošiová (JPN)        | 2:05,56 | Cammile Adamsová (USA)       | 2:06,40 | Čang Jü-fej (CHN)           | 2:06,51 |
| MS 2017 | Mireia Belmonteová (ESP)    | 2:05,26 | Franziska Hentkeová (GER)    | 2:05,39 | Katinka Hosszúová (HUN)     | 2:06,02 |
| MS 2019 | Boglárka Kapásová (HUN)     | 2:06,78 | Hali Flickingerová (USA)     | 2:06,95 | Katherine Drabotová (USA)   | 2:07,04 |
| MS 2022 | Summer McIntoshová (CAN)    | 2:05,20 | Hali Flickingerová (USA)     | 2:06,08 | Čang Jü-fej (CHN)           | 2:06,32 |
| MS 2023 | Summer McIntoshová (CAN)    | 2:04,06 | Elizabeth Dekkersová (AUS)   | 2:05,46 | Regan Smithová (USA)        | 2:06,58 |
| MS 2024 | Laura Stephensová (GBR)     | 2:07,35 | Helena Bachová (DEN)         | 2:07,44 | Lana Pudarová (BIH)         | 2:07,92 |
| MS 2025 | Summer McIntoshová (CAN)    | 2:01,99 | Regan Smithová (USA)         | 2:04,99 | Elizabeth Dekkersová (AUS)  | 2:06,12 |

## 50 m prsa
| Rok     | Zlato                     | Zlato | Stříbro                    | Stříbro | Bronz                     | Bronz |
| ------- | ------------------------- | ----- | -------------------------- | ------- | ------------------------- | ----- |
| MS 2001 | Luo Süe-ťüan (CHN)        | 30,84 | Kristina Kowalová (USA)    | 31,37   | Zoë Bakerová (GBR)        | 31,40 |
| MS 2003 | Luo Süe-ťüan (CHN)        | 30,67 | Brooke Hansonová (AUS)     | 31,13   | Zoë Bakerová (GBR)        | 31,37 |
| MS 2005 | Jade Edmistoneová (AUS)   | 30,45 | Jessica Hardyová (USA)     | 30,85   | Brooke Hansonová (AUS)    | 30,89 |
| MS 2007 | Jessica Hardyová (USA)    | 30,63 | Leisel Jonesová (AUS)      | 30,70   | Tara Kirková (USA)        | 31,05 |
| MS 2009 | Julija Jefimovová (RUS)   | 30,09 | Rebecca Soniová (USA)      | 30,11   | Sarah Katsoulisová (AUS)  | 30,16 |
| MS 2011 | Jessica Hardyová (USA)    | 30,19 | Julija Jefimovová (RUS)    | 30,49   | Rebecca Soniová (USA)     | 30,58 |
| MS 2013 | Julija Jefimovová (RUS)   | 29,52 | Rūta Meilutisová (LTU)     | 29,59   | Jessica Hardyová (USA)    | 29,80 |
| MS 2015 | Jennie Johanssonová (SWE) | 30,05 | Alia Atkinsonová (JAM)     | 30,11   | Julija Jefimovová (RUS)   | 30,13 |
| MS 2017 | Lillia Kingová (USA)      | 29,40 | Julija Jefimovová (RUS)    | 29,57   | Catherine Meiliová (USA)  | 29,99 |
| MS 2019 | Lillia Kingová (USA)      | 29,84 | Benedetta Pilatová (ITA)   | 30,00   | Julija Jefimovová (RUS)   | 30,15 |
| MS 2022 | Rūta Meilutisová (LTU)    | 29,70 | Benedetta Pilatová (ITA)   | 29,80   | Lara van Niekerková (RSA) | 29,90 |
| MS 2023 | Rūta Meilutisová (LTU)    | 29,16 | Lillia Kingová (USA)       | 29,94   | Benedetta Pilatová (ITA)  | 30,04 |
| MS 2024 | Rūta Meilutisová (LTU)    | 29,40 | Tchang Čchien-tching (CHN) | 29,51   | Benedetta Pilatová (ITA)  | 30,01 |
| MS 2025 | Rūta Meilutytė (LTU)      | 29,55 | Tchang Čchien-tching (CHN) | 30,03   | Benedetta Pilatová (ITA)  | 30,14 |

## 100 m prsa
| Rok     | Zlato                      | Zlato   | Stříbro                                                | Stříbro | Bronz                        | Bronz   |
| ------- | -------------------------- | ------- | ------------------------------------------------------ | ------- | ---------------------------- | ------- |
| MS 1973 | Renate Vogelová (GDR)      | 1:13,74 | Ljubov Rusanovová (URS)                                | 1:15,42 | Brigitte Schuchardtová (GDR) | 1:15,82 |
| MS 1975 | Hannelore Ankeová (GDR)    | 1:12,72 | Wijda Mazereeuwová (NED)                               | 1:14,29 | Marcia Moreyová (USA)        | 1:15,00 |
| MS 1978 | Julija Bogdanovová (URS)   | 1:10,31 | Tracy Caulkinsová (USA)                                | 1:10,77 | Margaret Kellyová (GBR)      | 1:11,99 |
| MS 1982 | Ute Gewenigerová (GDR)     | 1:09,14 | Anne Ottenbriteová (CAN) Kimberly Rhodenbaughová (USA) | 1:11,03 | —                            | —       |
| MS 1986 | Sylvia Geraschová (GDR)    | 1:08,11 | Silke Hörnerová (GDR)                                  | 1:08,41 | Tanja Bogomilovová (BUL)     | 1:08,52 |
| MS 1991 | Linley Frameová (AUS)      | 1:08,81 | Jana Dörriesová (GER)                                  | 1:09,35 | Jelena Volkovová (URS)       | 1:09,66 |
| MS 1994 | Samantha Rileyová (AUS)    | 1:07,69 | Taj Kuo-chung (CHN)                                    | 1:09,26 | Jüan Jüan (CHN)              | 1:10,19 |
| MS 1998 | Kristina Kowalová (USA)    | 1:08,42 | Helen Denmanová (AUS)                                  | 1:08,51 | Lauren Van Oostenová (CAN)   | 1:08,66 |
| MS 2001 | Luo Süe-ťüan (CHN)         | 1:07,18 | Leisel Jonesová (AUS)                                  | 1:07,96 | Ágnes Kovácsová (HUN)        | 1:08,50 |
| MS 2003 | Luo Süe-ťüan (CHN)         | 1:06,80 | Amanda Beardová (USA)                                  | 1:07,42 | Leisel Jonesová (AUS)        | 1:07,47 |
| MS 2005 | Leisel Jonesová (AUS)      | 1:06,25 | Jessica Hardyová (USA)                                 | 1:06,62 | Tara Kirková (USA)           | 1:07,43 |
| MS 2007 | Leisel Jonesová (AUS)      | 1:05,72 | Tara Kirková (USA)                                     | 1:06,34 | Hanna Chlistunovová (UKR)    | 1:07,27 |
| MS 2009 | Rebecca Soniová (USA)      | 1:04,93 | Julija Jefimovová (RUS)                                | 1:05,41 | Kasey Carlsonová (USA)       | 1:05,75 |
| MS 2011 | Rebecca Soniová (USA)      | 1:05,05 | Leisel Jonesová (AUS)                                  | 1:06,25 | Ťi Li-pching (CHN)           | 1:06,52 |
| MS 2013 | Rūta Meilutisová (LTU)     | 1:04,42 | Julija Jefimovová (RUS)                                | 1:05,02 | Jessica Hardyová (USA)       | 1:05,52 |
| MS 2015 | Julija Jefimovová (RUS)    | 1:05,66 | Rūta Meilutisová (LTU)                                 | 1:06,36 | Alia Atkinsonová (JAM)       | 1:06,42 |
| MS 2017 | Lillia Kingová (USA)       | 1:04,13 | Catherine Meiliová (USA)                               | 1:05,03 | Julija Jefimovová (RUS)      | 1:05,05 |
| MS 2019 | Lillia Kingová (USA)       | 1:04,93 | Julija Jefimovová (RUS)                                | 1:05,49 | Martina Carrarová (ITA)      | 1:06,36 |
| MS 2022 | Benedetta Pilatová (ITA)   | 1:05,93 | Anna Elendtová (GER)                                   | 1:05,98 | Rūta Meilutisová (LTU)       | 1:06,02 |
| MS 2023 | Rūta Meilutisová (LTU)     | 1:04,62 | Tatjana Schoenmakerová (RSA)                           | 1:05,84 | Lydia Jacobyová (USA)        | 1:05,94 |
| MS 2024 | Tchang Čchien-tching (CHN) | 1:05,27 | Tes Schoutenová (NED)                                  | 1:05,82 | Siobhán Haugheyová (HKG)     | 1:05,92 |
| MS 2025 | Anna Elendtová (GER)       | 1:05,19 | Kate Douglassová (USA)                                 | 1:05,27 | Tchang Čchien-tching (CHN)   | 1:05,64 |

## 200 m prsa
| Rok     | Zlato                        | Zlato   | Stříbro                                         | Stříbro | Bronz                                                                  | Bronz   |
| ------- | ---------------------------- | ------- | ----------------------------------------------- | ------- | ---------------------------------------------------------------------- | ------- |
| MS 1973 | Renate Vogelová (GDR)        | 2:40,01 | Hannelore Ankeová (GDR)                         | 2:40,49 | Lynn Colellaová (USA)                                                  | 2:41,71 |
| MS 1975 | Hannelore Ankeová (GDR)      | 2:37,25 | Wijda Mazereeuwová (NED)                        | 2:37,50 | Karla Linkeová (GDR)                                                   | 2:38,28 |
| MS 1978 | Lina Kačiušisová (URS)       | 2:31,42 | Julija Bogdanovová (URS)                        | 2:32,69 | Susanne Nielssonová (DEN)                                              | 2:33,60 |
| MS 1982 | Svetlana Varganovová (URS)   | 2:28,82 | Ute Gewenigerová (GDR)                          | 2:29,71 | Anne Ottenbriteová (CAN)                                               | 2:33,05 |
| MS 1986 | Silke Hörnerová (GDR)        | 2:27,40 | Tanja Bogomilovová (BUL)                        | 2:27,66 | Allison Higsonová (CAN)                                                | 2:31,34 |
| MS 1991 | Jelena Volkovová (URS)       | 2:29,53 | Linley Frameová (AUS)                           | 2:30,02 | Jana Dörriesová (GER)                                                  | 2:30,14 |
| MS 1994 | Samantha Rileyová (AUS)      | 2:26,87 | Jüan Jüan (CHN)                                 | 2:27,38 | Brigitte Becueová (BEL)                                                | 2:28,85 |
| MS 1998 | Ágnes Kovácsová (HUN)        | 2:25,45 | Kristina Kowalová (USA)                         | 2:26,19 | Jenna Streetová (USA)                                                  | 2:26,50 |
| MS 2001 | Ágnes Kovácsová (HUN)        | 2:24,90 | Čchi Chuej (CHN)                                | 2:25,09 | Luo Süe-ťüan (CHN)                                                     | 2:25,29 |
| MS 2003 | Amanda Beardová (USA)        | 2:22,99 | Leisel Jonesová (AUS)                           | 2:24,33 | Čchi Chuej (CHN)                                                       | 2:25,78 |
| MS 2005 | Leisel Jonesová (AUS)        | 2:21,72 | Anne Poleská (GER)                              | 2:25,84 | Mirna Jukićová (AUT)                                                   | 2:27,11 |
| MS 2007 | Leisel Jonesová (AUS)        | 2:21,84 | Kirsty Balfourová (GBR) Megan Jendricková (USA) | 2:25,94 | —                                                                      | —       |
| MS 2009 | Nađa Higlová (SRB)           | 2:21,62 | Annamay Pierseová (CAN)                         | 2:21,84 | Mirna Jukićová (AUT)                                                   | 2:21,97 |
| MS 2011 | Rebecca Soniová (USA)        | 2:21,47 | Julija Jefimovová (RUS)                         | 2:22,22 | Martha McCabeová (CAN)                                                 | 2:24,81 |
| MS 2013 | Julija Jefimovová (RUS)      | 2:19,41 | Rikke Møller Pedersenová (DEN)                  | 2:20,08 | Micah Lawrenceová (USA)                                                | 2:22,37 |
| MS 2015 | Kanako Watanabeová (JPN)     | 2:21,15 | Micah Lawrenceová (USA)                         | 2:22,44 | Š' Ťing-lin (CHN) Rikke Møller Pedersenová (DEN) Jessica Vallová (ESP) | 2:22,76 |
| MS 2017 | Julija Jefimovová (RUS)      | 2:19,64 | Bethany Galatová (USA)                          | 2:21,77 | Š' Ťing-lin (CHN)                                                      | 2:21,93 |
| MS 2019 | Julija Jefimovová (RUS)      | 2:20,17 | Tatjana Schoenmakerová (RSA)                    | 2:22,52 | Sydney Pickremová (CAN)                                                | 2:22,90 |
| MS 2022 | Lillia Kingová (USA)         | 2:22,41 | Jenna Strauchová (AUS)                          | 2:23,04 | Kate Douglassová (USA)                                                 | 2:23,20 |
| MS 2023 | Tatjana Schoenmakerová (RSA) | 2:20,80 | Kate Douglassová (USA)                          | 2:21,23 | Tes Schoutenová (NED)                                                  | 2:21,63 |
| MS 2024 | Tes Schoutenová (NED)        | 2:19,81 | Kate Douglassová (USA)                          | 2:20,91 | Sydney Pickremová (CAN)                                                | 2:22,94 |
| MS 2025 | Kate Douglassová (USA)       | 2:18.50 | Jevgenija Čikunovová (AIN)                      | 2:19,96 | Kaylene Corbettová (RSA) Alina Zmušková (AIN)                          | 2:23,52 |

## 200 m polohový závod
| Rok     | Zlato                    | Zlato   | Stříbro                    | Stříbro | Bronz                           | Bronz   |
| ------- | ------------------------ | ------- | -------------------------- | ------- | ------------------------------- | ------- |
| MS 1973 | Andrea Hübnerová (GDR)   | 2:20,51 | Kornelia Enderová (GDR)    | 2:21,21 | Kathryn Heddyová (USA)          | 2:23,84 |
| MS 1975 | Kathryn Heddyová (USA)   | 2:19,80 | Ulrike Tauberová (GDR)     | 2:20,40 | Angela Frankeová (GDR)          | 2:20,61 |
| MS 1978 | Tracy Caulkinsová (USA)  | 2:14,07 | Joan Penningtonová (USA)   | 2:14,98 | Ulrike Tauberová (GDR)          | 2:15,99 |
| MS 1982 | Petra Schneiderová (GDR) | 2:11,79 | Ute Gewenigerová (GDR)     | 2:13,38 | Tracy Caulkinsová (USA)         | 2:15,91 |
| MS 1986 | Kristin Ottová (GDR)     | 2:15,56 | Jelena Děnděberovová (URS) | 2:15,84 | Kathleen Nordová (GDR)          | 2:16,05 |
| MS 1991 | Lin Li (CHN)             | 2:13,40 | Summer Sandersová (USA)    | 2:14,06 | Daniela Hungerová (GER)         | 2:16,16 |
| MS 1994 | Lu Pin (CHN)             | 2:12,34 | Allison Wagnerová (USA)    | 2:14,40 | Ellinora Overtonová (AUS)       | 2:15,26 |
| MS 1998 | Wu Jen-jen (CHN)         | 2:10,88 | Čchen Jen (CHN)            | 2:13,66 | Martina Moravcová (SVK)         | 2:14,26 |
| MS 2001 | Martha Bowenová (USA)    | 2:11,93 | Jana Kločkovová (UKR)      | 2:12,30 | Čchi Chuej (CHN)                | 2:12,46 |
| MS 2003 | Jana Kločkovová (UKR)    | 2:10,75 | Alice Millsová (AUS)       | 2:12,75 | Čou Ja-fej (CHN)                | 2:12,92 |
| MS 2005 | Katherine Hoffová (USA)  | 2:10,41 | Kirsty Coventryová (ZIM)   | 2:11,13 | Lara Carrollová (AUS)           | 2:13,32 |
| MS 2007 | Katherine Hoffová (USA)  | 2:10,13 | Kirsty Coventryová (ZIM)   | 2:10,76 | Stephanie Riceová (AUS)         | 2:11,42 |
| MS 2009 | Ariana Kukorsová (USA)   | 2:06,15 | Stephanie Riceová (AUS)    | 2:07,03 | Katinka Hosszúová (HUN)         | 2:07,46 |
| MS 2011 | Jie Š'-wen (CHN)         | 2:08,90 | Alicia Couttsová (AUS)     | 2:09,00 | Ariana Kukorsová (USA)          | 2:09,12 |
| MS 2013 | Katinka Hosszúová (HUN)  | 2:07,92 | Alicia Couttsová (AUS)     | 2:09,39 | Mireia Belmonteová (ESP)        | 2:09,45 |
| MS 2015 | Katinka Hosszúová (HUN)  | 2:06,12 | Kanako Watanabeová (JPN)   | 2:08,45 | Siobhan-Marie O'Connorová (GBR) | 2:08,77 |
| MS 2017 | Katinka Hosszúová (HUN)  | 2:07,00 | Jui Ohašiová (JPN)         | 2:07,91 | Madisyn Coxová (USA)            | 2:09,71 |
| MS 2019 | Katinka Hosszúová (HUN)  | 2:07,53 | Jie Š'-wen (CHN)           | 2:08,60 | Sydney Pickremová (CAN)         | 2:08,70 |
| MS 2022 | Alexandra Walshová (USA) | 2:07,13 | Kaylee McKeownová (AUS)    | 2:08,57 | Leah Hayesová (USA)             | 2:08,91 |
| MS 2023 | Kate Douglassová (USA)   | 2:07,17 | Alexandra Walshová (USA)   | 2:07,97 | Jü I-tching (CHN)               | 2:08,74 |
| MS 2024 | Kate Douglassová (USA)   | 2:07,05 | Sydney Pickremová (CAN)    | 2:08,56 | Jü I-tching (CHN)               | 2:09,01 |
| MS 2025 | Summer McIntoshová (CAN) | 2:06,69 | Alexandra Walshová (USA)   | 2:08,58 | Mary-Sophie Harveyová (CAN)     | 2:09,15 |

## 400 m polohový závod
| Rok     | Zlato                     | Zlato   | Stříbro                                      | Stříbro | Bronz                       | Bronz   |
| ------- | ------------------------- | ------- | -------------------------------------------- | ------- | --------------------------- | ------- |
| MS 1973 | Gudrun Wegnerová (GDR)    | 4:57,51 | Angela Frankeová (GDR)                       | 5:00,37 | Novella Calligarisová (ITA) | 5:02,02 |
| MS 1975 | Ulrike Tauberová (GDR)    | 4:52,76 | Karla Linkeová (GDR)                         | 4:57,83 | Kathryn Heddyová (USA)      | 5:00,46 |
| MS 1978 | Tracy Caulkinsová (USA)   | 4:40,83 | Ulrike Tauberová (GDR)                       | 4:47,52 | Petra Schneiderová (GDR)    | 4:48,56 |
| MS 1982 | Petra Schneiderová (GDR)  | 4:36,10 | Kathleen Nordová (GDR)                       | 4:43,51 | Tracy Caulkinsová (USA)     | 4:44,64 |
| MS 1986 | Kathleen Nordová (GDR)    | 4:43,75 | Michelle Griglioneová (USA)                  | 4:44,07 | Noëmi Lungová (ROU)         | 4:45,44 |
| MS 1991 | Lin Li (CHN)              | 4:41,45 | Hayley Lewisová (AUS)                        | 4:41,46 | Summer Sandersová (USA)     | 4:43,41 |
| MS 1994 | Taj Kuo-chung (CHN)       | 4:39,14 | Allison Wagnerová (USA)                      | 4:39,98 | Kristine Quanceová (USA)    | 4:42,21 |
| MS 1998 | Čchen Jen (CHN)           | 4:36,66 | Jana Kločkovová (UKR)                        | 4:38,60 | Jasuko Tadžimaová (JPN)     | 4:39,45 |
| MS 2001 | Jana Kločkovová (UKR)     | 4:36,98 | Martha Bowenová (USA)                        | 4:39,06 | Beatrice Căşlaruová (ROU)   | 4:39,33 |
| MS 2003 | Jana Kločkovová (UKR)     | 4:36,74 | Éva Risztovová (HUN)                         | 4:37,39 | Beatrice Câșlaruová (ROU)   | 4:41,86 |
| MS 2005 | Katherine Hoffová (USA)   | 4:36,07 | Kirsty Coventryová (ZIM)                     | 4:39,72 | Kaitlin Sandenová (USA)     | 4:40,85 |
| MS 2007 | Katherine Hoffová (USA)   | 4:32,89 | Jana Martynovová (RUS)                       | 4:40,14 | Stephanie Riceová (AUS)     | 4:41,19 |
| MS 2009 | Katinka Hosszúová (HUN)   | 4:30,31 | Kirsty Coventryová (ZIM)                     | 4:32,12 | Stephanie Riceová (AUS)     | 4:32,29 |
| MS 2011 | Elizabeth Beiselová (USA) | 4:31,78 | Hannah Mileyová (GBR)                        | 4:34,22 | Stephanie Riceová (AUS)     | 4:34,23 |
| MS 2013 | Katinka Hosszúová (HUN)   | 4:30,41 | Mireia Belmonteová (ESP)                     | 4:31,21 | Elizabeth Beiselová (USA)   | 4:31,69 |
| MS 2015 | Katinka Hosszúová (HUN)   | 4:30,39 | Madeline DiRadová (USA)                      | 4:31,71 | Emily Overholtová (CAN)     | 4:32,52 |
| MS 2017 | Katinka Hosszúová (HUN)   | 4:29,33 | Mireia Belmonteová (ESP)                     | 4:32,17 | Sydney Pickremová (CAN)     | 4:32,88 |
| MS 2019 | Katinka Hosszúová (HUN)   | 4:30,39 | Jie Š'-wen (CHN)                             | 4:32,07 | Jui Ohašiová (JPN)          | 4:32,33 |
| MS 2022 | Summer McIntoshová (CAN)  | 4:32,04 | Kathryn Grimesová (USA)                      | 4:32,67 | Emma Weyantová (USA)        | 4:36,00 |
| MS 2023 | Summer McIntoshová (CAN)  | 4:27,11 | Kathryn Grimesová (USA)                      | 4:31,41 | Jenna Forresterová (AUS)    | 4:32,30 |
| MS 2024 | Freya Colbertová (GBR)    | 4:37,14 | Anastasija Gorbenková (ISR)                  | 4:37,36 | Sara Franceschiová (ITA)    | 4:37,86 |
| MS 2025 | Summer McIntoshová (CAN)  | 4:25,78 | Jenna Forresterová (AUS) Mio Naritaová (JPN) | 4:33,26 | ---                         | ---     |

## 4×100 m volný způsob
| Rok     | Zlato | Zlato   | Stříbro | Stříbro | Bronz | Bronz   |
| ------- | --- | ------- | --- | ------- | --- | ------- |
| MS 1973 | Východní Německo (GDR) (Kornelia Enderová, Andrea Eifeová, Andrea Hübnerová, Sylvia Eichnerová, (r)Andrea Hübnerová, (r)Elke Sehmischová, (r)Angela Frankeová)                                | 3:52,45 | USA (USA) (Kimberley Peytonová, Kathryn Heddyová, Heather Greenwoodová, Shirley Babashoffová, (r)Keena Rothhammerová, (r)Deena Deardurffová)                                                                                                | 3:55,52 | Západní Německo (FRG) (Jutta Weberová, Heidi Reinecková, Gudrun Beckmannová, Angela Steinbachová)                                            | 3:58,88 |
| MS 1975 | Východní Německo (GDR) (Kornelia Enderová, Barbara Krauseová, Claudia Hempelová, Ute Brücknerová, (r)Marina Janková, (r)Birgit Treiberová)                                                    | 3:49,37 | USA (USA) (Kathryn Heddyová, Karen Reeserová, Kelly Rowellová, Shirley Babashoffová, (r)Bonnie Brownová, (r)Jill Symonsová) | 3:50,74 | Kanada (CAN) (Gail Amundrudová, Jill Quirková, Shannon Smithová, Anne Jardinová, (r)Barbara Clarková)                                        | 3:53,37 |
| MS 1978 | USA (USA) (Tracy Caulkinsová, Stephanie Elkinsová, Jill Sterkelová, Cynthia Woodheadová, (r)Jennifer Hookerová, (r)Melissa Gehanová, (r)Jane Abrahamová)                                      | 3:43,43 | Východní Německo (GDR) (Heike Wittová, Caren Metschucková, Barbara Krauseová, Petra Priemerová, (r)Birgit Treiberová, (r)Heike Wittová) | 3:47,37 | Kanada (CAN) (Gail Amundrudová, Nancy Garapicková, Susan Sloanová, Wendy Quirková, (r)Carol Klimpelová)                                      | 3:49,59 |
| MS 1982 | Východní Německo (GDR) (Birgit Meinekeová, Susanne Linková, Kristin Ottová, Caren Metschucková, (r)Kathleen Nordová)                                                                          | 3:43,97 | USA (USA) (Susan Haberniggová, Kathleen Treibleová, Elisabeth Washutová, Gillian Sterkelová, (r)Marybeth Linzmeierová, (r)Julie Williamsová, (r)Tracy Caulkinsová)                                                                          | 3:45,76 | Nizozemsko (NED) (Annemarie Verstappenová, Annelies Maasová, Wilma van Velsenová, Cornelia van Bentumová, (r)Dirkje Reijersová)              | 3:45,96 |
| MS 1986 | Východní Německo (GDR) (Kristin Ottová, Manuela Stellmachová, Sabina Schulzeová, Heike Friedrichová, (r)Kornelia Greßlerová, (r)Sabina Schulzeová, (r)Karen Königová, (r)Nadja Bergknechtová) | 3:40,57 | USA (USA) (Jenna Johnsonová, Dara Torresová, Mary T. Meagherová, Elizabeth Mitchellová, (r)Laura Walkerová, (r)Aimee Berzinsová, (r)Mary Wayteová)                                                                                          | 3:44,04 | Nizozemsko (NED) (Cornelia van Bentumová, Laura Leideritzová, Karin Brienesseová, Annemarie Verstappenová)                                   | 3:46,89 |
| MS 1991 | USA (USA) (Nicole Haislettová, Julie Cooperová, Whitney Hedgepethová, Jennifer Thompsonová, (r)Lynn Kohlová, (r)Ashley Tappinová, (r)Whitney Hedgepethová)                                    | 3:43,26 | Německo (GER) (Simone Osygusová, Kerstin Kielgaßová, Karin Seicková, Manuela Stellmachová, (r)Katrin Meißnerová, (r)Daniela Hungerová) | 3:44,37 | Nizozemsko (NED) (Mildred Muisová, Inge de Bruijnová, Marianne Muisová, Karin Brienesseová, (r)Emile van de Plaatsová, (r)Manon Masseursová) | 3:45,05 |
| MS 1994 | Čína (CHN) (Le Ťing-i, Šan Jing, Le Jing, Lu Pin) | 3:37,91 | USA (USA) (Angel Martinová, Amy Van Dykenová, Nicole Haislettová, Jennifer Thompsonová, (r)Ashley Tappinová, (r)Lindsey Farellaová) | 3:41,50 | Německo (GER) (Franziska van Almsicková, Katrin Meißnerová, Kerstin Kielgaßová, Daniela Hungerová, (r)Anja Kleberová, (r)Anke Scholzová)     | 3:42,94 |
| MS 1998 | USA (USA) (Lindsey Farellaová, Amy Van Dykenová, Barbara Bedfordová, Jennifer Thompsonová, (r)Catherine Foxová, (r)Melanie Valeriová)                                                         | 3:42,11 | Německo (GER) (Sandra Völkerová, Franziska van Almsicková, Simone Osygusová, Katrin Meißnerová, (r)Antje Buschschulteová, (r)Silvia Szalaiová)                                                                                              | 3:43,11 | Austrálie (AUS) (Sarah Ryanová, Rebecca Creedyová, Susan O'Neillová, Angela Kennedyová, (r)Kathryn Godfreyová)                               | 3:43,71 |
| MS 2001 | Německo (GER) (Petra Dallmannová, Antje Buschschulteová, Katrin Meißnerová, Sandra Völkerová, (r)Meike Freitagová)                                                                            | 3:39,58 | Spojené království (GBR) (Alison Sheppardová, Melanie Marshallová, Rosalind Brettová, Karen Pickeringová) USA (USA) (Colleen Lannéová, Erin Phenixová, Maritz Correiaová, Courtney Shealyová, (r)Tammie Stoneová, (r)Stephanie Williamsová) | 3:40,80 | — | —       |
| MS 2003 | USA (USA) (Natalie Coughlinová, Lindsay Benková, Rhiannon Jeffreyová, Jennifer Thompsonová, (r)Gabrielle Roseová, (r)Maritza Correiaová)                                                      | 3:38,09 | Německo (GER) (Petra Dallmannová, Katrin Meißnerová, Antje Buschschulteová, Sandra Völkerová, (r)Daniela Götzová, (r)Alessa Riesová) | 3:38,73 | Austrálie (AUS) (Lisbeth Lentonová, Elka Grahamová, Jodie Henryová, Alice Millsová, (r)Sophie Edingtonová)                                   | 3:38,83 |
| MS 2005 | Austrálie (AUS) (Alice Millsová, Jodie Henryová, Shayne Reeseová, Lisbeth Lentonová, (r)Sophie Edingtonová)                                                                                   | 3:37,32 | Německo (GER) (Petra Dallmannová, Antje Buschschulteová, Annika Lurzová, Daniela Götzová, (r)Meike Freitagová) | 3:38,24 | USA (USA) (Natalie Coughlinová, Kara-Lynn Joyceová, Lacey Nymeyerová, Amanda Weirová, (r)Emily Silverová, (r)Mary DeScenzaová)               | 3:38,31 |
| MS 2007 | Austrálie (AUS) (Lisbeth Lentonová, Melanie Schlangerová, Shayne Reeseová, Jodie Henryová, (r)Danni Miatkeová, (r)Sally Fosterová)                                                            | 3:35,48 | USA (USA) (Natalie Coughlinová, Lacey Nymeyerová, Amanda Weirová, Kara-Lynn Joyceová, (r)Dana Vollmerová) | 3:35,68 | Nizozemsko (NED) (Inge Dekkerová, Ranomi Kromowidjojová, Femke Heemskerková, Marleen Veldhuisová, (r)Chantal Grootová)                       | 3:36,81 |
| MS 2009 | Nizozemsko (NED) (Inge Dekkerová, Ranomi Kromowidjojová, Femke Heemskerková, Marleen Veldhuisová, (r)Hinkelien Schreuderová)                                                                  | 3:31,72 | Německo (GER) (Britta Steffenová, Daniela Samulská, Petra Dallmannová, Daniela Schreiberová) | 3:31,83 | Austrálie (AUS) (Lisbeth Trickettová, Marieke Guehrerová, Shayne Reeseová, Felicity Galvezová, (r)Sally Fosterová, (r)Meagen Nayová)         | 3:33,01 |
| MS 2011 | Nizozemsko (NED) (Inge Dekkerová, Ranomi Kromowidjojová, Marleen Veldhuisová, Femke Heemskerková, (r)Maud van der Meerová)                                                                    | 3:33,96 | USA (USA) (Natalie Coughlinová, Melissa Franklinová, Jessica Hardyová, Dana Vollmerová, (r)Amanda Weirová, (r)Kara-Lynn Joyceová) | 3:34,47 | Německo (GER) (Britta Steffenová, Silke Lippoková, Lisa Vittingová, Daniela Schreiberová)                                                    | 3:36,05 |
| MS 2013 | USA (USA) (Melissa Franklinová, Natalie Coughlinová, Shannon Vreelandová, Megan Romanová, (r)Simone Manuelová, (r)Elizabeth Peltonová)                                                        | 3:32,31 | Austrálie (AUS) (Cate Campbellová, Bronte Campbellová, Emma McKeonová, Alicia Couttsová, (r)Brittany Elmslieová, (r)Emily Seebohmová) | 3:32,43 | Nizozemsko (NED) (Elise Bouwensová, Femke Heemskerková, Inge Dekkerová, Ranomi Kromowidjojová, (r)Elise Bouwensová)                          | 3:35,77 |
| MS 2015 | Austrálie (AUS) (Emily Seebohmová, Emma McKeonová, Bronte Campbellová, Cate Campbellová, (r)Madison Wilsonová, (r)Melanie Schlangerová)                                                       | 3:31,48 | Nizozemsko (NED) (Ranomi Kromowidjojová, Maud van der Meerová, Marrit Steenbergenová, Femke Heemskerková) | 3:33,67 | USA (USA) (Melissa Franklinová, Margo Geerová, Lia Nealová, Simone Manuelová, (r)Shannon Vreelandová, (r)Abbigail Weitzeilová)               | 3:34,61 |
| MS 2017 | USA (USA) (Mallory Comerfordová, Kelsi Worrellová, Kathleen Ledecká, Simone Manuelová, (r)Lia Nealová, (r)Olivia Smoligaová)                                                                  | 3:31,72 | Austrálie (AUS) (Shayna Jacková, Bronte Campbellová, Brittany Elmslieová, Emma McKeonová, (r)Emily Seebohmová, (r)Madison Wilsonová) | 3:32,01 | Nizozemsko (NED) (Kim Buschová, Femke Heemskerková, Maud van der Meerová, Ranomi Kromowidjojová)                                             | 3:32,64 |
| MS 2019 | Austrálie (AUS) (Bronte Campbellová, Brianna Throssellová, Emma McKeonová, Cate Campbellová, (r)Madison Wilsonová)                                                                            | 3:30,21 | USA (USA) (Mallory Comerfordová, Abbigail Weitzeilová, Kelsi Dahliaová, Simone Manuelová, (r)Allison Schmittová, (r)Margo Geerová, (r)Lia Nealová)                                                                                          | 3:31,02 | Kanada (CAN) (Kayla Sanchezová, Taylor Rucková, Penny Oleksiaková, Margaret Mac Neilová, (r)Rebecca Smithová)                                | 3:31,78 |
| MS 2022 | Austrálie (AUS) (Mollie O'Callaghanová, Madison Wilsonová, Megan Harrisová, Shayna Jacková, (r)Leah Nealeová, (r)Brianna Throssellová)                                                        | 3:30,95 | Kanada (CAN) (Kayla Sanchezová, Taylor Rucková, Margaret Mac Neilová, Penny Oleksiaková, (r)Rebecca Smithová, (r)Katerine Savardová) | 3:32,15 | USA (USA) (Torri Huskeová, Erika Brownová, Katherine Douglassová, Claire Curzanová, (r)Mallory Comerfordová, (r)Natalie Hindsová)            | 3:32,58 |
| MS 2023 | Austrálie (AUS) (Mollie O'Callaghanová, Shayna Jacková, Meg Harrisová, Emma McKeonová, (r)Brianna Throssellová, (r)Madison Wilsonová)                                                         | 3:27,96 | USA (USA) (Gretchen Walshová, Abbigail Weitzeilová, Olivia Smoligaová, Katherine Douglassová, (r)Victoria Huskeová, (r)Maxine Parkerová) | 3:31,93 | Čína (CHN) (Čcheng Jü-ťie, Jang Ťün-süan, Wu Čching-feng, Čang Jü-fej, (r)Aj Jen-chan, (r)Ču Meng-chuej)                                     | 3:32,40 |
| MS 2024 | Nizozemsko (NED) (Kim Buschová, Janna van Kootenová, Kira Toussaintová, Marrit Steenbergenová, (r)Milou van Wijková)                                                                          | 3:36,61 | Austrálie (AUS) (Brianna Throssellová, Alexandria Perkinsová, Abbey Harkinová, Shayna Jacková, (r)Jaclyn Barclayová) | 3:36,93 | Kanada (CAN) (Rebecca Smithová, Sarah Fournierová, Katerine Savardová, Taylor Rucková, (r)Ella Jansenová)                                    | 3:37,95 |
| MS 2025 | Austrálie Mollie O'Callaghanová Meg Harrisová Milla Jansenová Olivia Wunschová Abbey Webbová(r) Hannah Caseyová(r)                                                                            | 3:30,60 | USA Simone Manuelová Kate Douglassová Erin Gemmellová Torri Huskeová Anna Moeschová(r) | 3:31,04 | Nizozemsko Milou van Wijková Tessa Gieleová Sam van Nunenová Marrit Steenbergenová Femke Spieringová(r)                                      | 3:33,89 |

## 4×200 m volný způsob
| Rok     | Zlato | Zlato   | Stříbro | Stříbro | Bronz | Bronz   |
| ------- | --- | ------- | --- | ------- | --- | ------- |
| MS 1986 | Východní Německo (GDR) (Manuela Stellmachová, Astrid Straußová, Nadja Bergknechtová, Heike Friedrichová, (r)Katja Hartmannová, (r)Karen Königová)               | 7:59,33 | USA (USA) (Elizabeth Mitchellová, Mary T. Meagherová, Kimberley Brownová, Mary Wayteová, (r)Julianne Brossmanová, (r)Kimberley Brownová, (r)Deborah Babashoffová, (r)Laura Walkerová) | 8:02,12 | Nizozemsko (NED) (Annemarie Verstappenová, Jolande van der Meerová, Marianne Muisová, Cornelia van Bentumová, (r)Mildred Muisová)                            | 8:09,59 |
| MS 1991 | Německo (GER) (Kerstin Kielgaßová, Manuela Stellmachová, Dagmar Haseová, Stephanie Ortwigová, (r)Katrin Meißnerová, (r)Svenja Schlichtová)                      | 8:02,56 | Nizozemsko (NED) (Marianne Muisová, Manon Masseursová, Mildred Muisová, Karin Brienesseová, (r)Emile van de Plaatsová)                                                                | 8:05,97 | Dánsko (DEN) (Gitta Jensenová, Berit Puggaardová, Annette Poulsenová, Mette Jacobsenová)                                                                     | 8:07,20 |
| MS 1994 | Čína (CHN) (Le Jing, Jang Aj-chua, Čou Kuan-pin, Lu Pin, (r)Šan Jing)                                                                                           | 7:57,96 | Německo (GER) (Kerstin Kielgaßová, Franziska van Almsicková, Julia Jungová, Dagmar Haseová, (r)Jutta Rennerová, (r)Anja Kleberová)                                                    | 8:01,37 | USA (USA) (Cristina Teuscherová, Jennifer Thompsonová, Janet Evansová, Nicole Haislettová, (r)Ashley Tappinová, (r)Dady Vincentová)                          | 8:03,16 |
| MS 1998 | Německo (GER) (Franziska van Almsicková, Dagmar Haseová, Silvia Szalaiová, Kerstin Kielgaßová, (r)Antje Buschschulteová, (r)Janina-Kristin Götzová)             | 8:01,46 | USA (USA) (Cristina Teuscherová, Lindsay Benková, Brooke Bennettová, Jennifer Thompsonová, (r)Trina Jacksonová, (r)Ashley Whitneyová)                                                 | 8:02,88 | Austrálie (AUS) (Julia Grevilleová, Anna Windsorová, Susan O'Neillová, Petria Thomasová, (r)Emma Johnsonová)                                                 | 8:04,19 |
| MS 2001 | Spojené království (GBR) (Nicola Jacksonová, Janine Beltonová, Karen Leggová, Karen Pickeringová)                                                               | 7:58,69 | Německo (GER) (Silvia Szalaiová, Sara Harsticková, Hannah Stockbauerová, Meike Freitagová, (r)Alessa Riesová, (r)Sara Harsticková)                                                    | 8:01,35 | Japonsko (JPN) (Maki Mitaová, Tomoko Hagiwaraová, Tomoko Nagaiová, Eri Jamanoiová)                                                                           | 8:02,97 |
| MS 2003 | USA (USA) (Lindsay Benková, Rachel Komisarzová, Rhiannon Jeffreyová, Diana Munzová, (r)Gabrielle Roseová, (r)Margaret Hoelzerová)                               | 7:55,70 | Austrálie (AUS) (Elka Grahamová, Linda MacKenzieová, Kirsten Thomsonová, Alice Millsová, (r)Giaan Rooneyová, (r)Heidi Crawfordová, (r)Melanie Houghtonová)                            | 7:58,42 | Čína (CHN) (Čou Ja-fej, Sü Jen-wej, Pchang Ťia-jing, Jang Jü)                                                                                                | 7:58,53 |
| MS 2005 | USA (USA) (Natalie Coughlinová, Katherine Hoffová, Whitney Myersová, Kaitlin Sandenová, (r)Mary DeScenzaová, (r)Caroline Burckleová, (r)Rachel Komisarzová)     | 7:53,70 | Austrálie (AUS) (Lisbeth Lentonová, Shayne Reeseová, Bronte Barrattová, Linda MacKenzieová, (r)Melissa Mitchellová, (r)Lara Davenportová)                                             | 7:54,06 | Čína (CHN) (Ču Jing-wen, Pchang Ťia-jing, Čou Ja-fej, Jang Jü, (r)Tchang Ťing-č')                                                                            | 7:57,29 |
| MS 2007 | USA (USA) (Natalie Coughlinová, Dana Vollmerová, Lacey Nymeyerová, Katherine Hoffová, (r)Amanda Weirová, (r)Margaret Hoelzerová, (r)Kara-Lynn Joyceová)         | 7:50,09 | Německo (GER) (Meike Freitagová, Britta Steffenová, Petra Dallmannová, Annika Lurzová, (r)Daniela Samulská)                                                                           | 7:53,82 | Francie (FRA) (Alena Popčanková, Sophie Huberová, Aurore Mongelová, Laure Manaudouová, (r)Céline Coudercová)                                                 | 7:55,96 |
| MS 2009 | Čína (CHN) (Jang Jü, Ču Čchien-wej, Liou Ťing, Pchang Ťia-jing)                                                                                                 | 7:42,08 | USA (USA) (Dana Vollmerová, Lacey Nymeyerová, Ariana Kukorsová, Allison Schmittová, (r)Dagny Knutsonová, (r)Alyssa Andersonová)                                                       | 7:42,56 | Spojené království (GBR) (Joanne Jacksonová, Jazmin Carlinová, Caitlin McClatcheyová, Rebecca Adlingtonová, (r)Hannah Mileyová)                              | 7:45,51 |
| MS 2011 | USA (USA) (Melissa Franklinová, Dagny Knutsonová, Kathryn Hoffová, Allison Schmittová, (r)Jasmine Toskyová)                                                     | 7:46,14 | Austrálie (AUS) (Bronte Barrattová, Blair Evansová, Angie Bainbridgeová, Kylie Palmerová, (r)Jade Neilsenová)                                                                         | 7:47,42 | Čína (CHN) (Ťiang Jü-chuej, Pchang Ťia-jing, Liou Ťing, Tchang I, (r)Ču Čchien-wej)                                                                          | 7:47,66 |
| MS 2013 | USA (USA) (Kathleen Ledecká, Shannon Vreelandová, Karlee Bispová, Melissa Franklinová, (r)Chelsea Chenaultová, (r)Madeline DiRadová, (r)Jordan Matternová)      | 7:45,14 | Austrálie (AUS) (Bronte Barrattová, Kylie Palmerová, Brittany Elmslieová, Alicia Couttsová, (r)Emma McKeonová, (r)Ami Matsuová)                                                       | 7:47,08 | Francie (FRA) (Camille Muffatová, Charlotte Bonnetová, Mylène Lazareová, Coralie Balmyová, (r)Isabelle Mabbouxová)                                           | 7:48,43 |
| MS 2015 | USA (USA) (Melissa Franklinová, Leah Smithová, Kathryn McLaughlinová, Kathleen Ledecká, (r)Cierra Rungeová, (r)Chelsea Chenaultová, (r)Shannon Vreelandová)     | 7:45,37 | Itálie (ITA) (Alice Mizzauová, Erica Mussová, Chiara Masiniová Luccettiová, Federica Pellegriniová)                                                                                   | 7:48,41 | Čína (CHN) (Čchiou Jü-chan, Kuo Ťün-ťün, Čang Jü-chan, Šen Tuo, (r)Šao I-wen)                                                                                | 7:49,10 |
| MS 2017 | USA (USA) (Leah Smithová, Mallory Comerfordová, Melanie Margalisová, Kathleen Ledecká, (r)Cierra Rungeová, (r)Hali Flickingerová, (r)Madisyn Coxová)            | 7:43,39 | Čína (CHN) (Aj Jen-chan, Liou C'-süan, Čang Jü-chan, Li Ping-ťie, (r)Wang Ťing-čuo, (r)Šen Tuo)                                                                                       | 7:44,96 | Austrálie (AUS) (Madison Wilsonová, Emma McKeonová, Kotuku Ngawatiová, Ariarne Titmusová, (r)Shayna Jacková, (r)Leah Nealeová)                               | 7:48,51 |
| MS 2019 | Austrálie (AUS) (Ariarne Titmusová, Madison Wilsonová, Brianna Throssellová, Emma McKeonová, (r)Leah Nealeová, (r)Kiah Melvertonová)                            | 7:41,50 | USA (USA) (Simone Manuelová, Kathleen Ledecká, Melanie Margalisová, Kathryn McLaughlinová, (r)Allison Schmittová, (r)Gabrielle DeLoofová, (r)Leah Smithová)                           | 7:41,87 | Kanada (CAN) (Kayla Sanchezová, Taylor Rucková, Emily Overholtová, Penny Oleksiaková, (r)Rebecca Smithová, (r)Emma O'Croininová)                             | 7:44,35 |
| MS 2022 | USA (USA) (Claire Weinsteinová, Leah Smithová, Kathleen Ledecká, Arabella Simsová, (r)Alexandra Walshová, (r)Hali Flickingerová)                                | 7:41,45 | Austrálie (AUS) (Madison Wilsonová, Leah Nealeová, Kiah Melvertonová, Mollie O'Callaghanová, (r)Lani Pallisterová, (r)Brianna Throssellová)                                           | 7:43,86 | Kanada (CAN) (Summer McIntoshová, Kayla Sanchezová, Taylor Rucková, Penny Oleksiaková, (r)Mary-Sophie Harveyová, (r)Katerine Savardová, (r)Rebecca Smithová) | 7:44,76 |
| MS 2023 | Austrálie (AUS) (Mollie O'Callaghanová, Shayna Jacková, Brianna Throssellová, Ariarne Titmusová, (r)Madi Wilsonová, (r)Lani Pallisterová, (r)Kiah Melvertonová) | 7:37,50 | USA (USA) (Erin Gemmellová, Kathleen Ledecká, Arabella Simsová, Alexandra Shackellová, (r)Leah Smithová, (r)Anna Peplowská)                                                           | 7:41,38 | Čína (CHN) (Li Ping-ťie, Li Ťia-pching, Aj Jen-chan, Liou Ja-sin, (r)Jang Pchej-čchi, (r)Ke Čchu-tchung)                                                     | 7:44,40 |
| MS 2024 | Čína (CHN) (Aj Jen-chan, Kung Čen-čchi, Li Ping-ťie, Jang Pchej-čchi, (r)Ma Jung-chuej)                                                                         | 7:47,26 | Spojené království (GBR) (Freya Colbertová, Abigail Woodová, Lucy Hopeová, Medi Harrisová)                                                                                            | 7:50,90 | Austrálie (AUS) (Brianna Throssellová, Shayna Jacková, Abbey Harkinová, Kiah Melvertonová, (r)Jaclyn Barclayová)                                             | 7:51,41 |
| MS 2025 | Austrálie Lani Pallisterová Jamie Perkinsová Brittany Castelluzzová Mollie O'Callaghanová Abbey Webbová(r) Hannah Caseyová(r) Milla Jansenová(r)                | 7:39,35 | USA Claire Weinsteinová Anna Peplowski Erin Gemmellová Katie Ledecká Simone Manuelová(r) Anna Moeschová(r) Bella Simsová(r)                                                           | 7:40,01 | Čína Liou Ja-sin Jang Pchej-čchi Jü I-tching Li Ping-ťie Jü C'-ti(r) Wu Čching-feng(r)                                                                       | 7:42,99 |

## 4×100 m polohový závod
| Rok               | Zlato | Zlato      | Stříbro | Stříbro | Bronz | Bronz   |
| ----------------- | --- | ---------- | --- | ------- | --- | ------- |
| MS 1973 (neúplné) | Východní Německo (GDR) (Ulrike Richterová, Renate Vogelová, Rosemarie Kotherová, Kornelia Enderová)                                                                                        | 4:16,84    | USA (USA) (Melissa Beloteová, Marcia Moreyová, Deena Deardurffová, Shirley Babashoffová) | 4:25,80 | Západní Německo (FRG) (Angelika Grieserová, Petra Nowsová, Gudrun Beckmannová, Jutta Weberová)                                                                                     | 4:26,57 |
| MS 1975           | Východní Německo (GDR) (Ulrike Richterová, Hannelore Ankeová, Rosemarie Kotherová, Kornelia Enderová, (r)Claudia Hempelová)                                                                | 4:14,74    | USA (USA) (Linda Jezeková, Marcia Moreyová, Camille Wrightová, Shirley Babashoffová, (r)Tauna Vandewegheová, (r)Kimberley Dunsonová, (r)Jill Symonsová, (r)Kelly Rowellová)                  | 4:20,47 | Nizozemsko (NED) (Paula van Elijková, Wijda Mazereeuwová, José Damenová, Enith Brigithaová)                                                                                        | 4:21,45 |
| MS 1978           | USA (USA) (Linda Jezeková, Tracy Caulkinsová, Joan Penningtonová, Cynthia Woodheadová, (r)Kathleen Treibleová, (r)Elizabeth Rappová, (r)Stephanie Elkinsová)                               | 4:08,21    | Východní Německo (GDR) (Birgit Treiberová, Ramona Reinkeová, Andrea Pollacková, Barbara Krauseová, (r)Heike Wittová)                                                                         | 4:09,13 | Sovětský svaz (URS) (Olena Kruhlovová, Julija Bogdanovová, Irina Aksjonovová, Larisa Carjovová, (r)Lina Kačiušisová)                                                               | 4:14,91 |
| MS 1982           | Východní Německo (GDR) (Kristin Ottová, Ute Gewenigerová, Ines Geißlerová, Birgit Meinekeová, (r)Silke Hörnerová)                                                                          | 4:05,88    | USA (USA) (Susan Walshová, Kimberley Rhodenbaughová, Mary T. Meagherová, Gillian Sterkelová, (r)Elizabeth Kinkeadová, (r)Jeanne Childsová, (r)Melanie Buddemeyerová, (r)Kathleen Treibleová) | 4:08,12 | Sovětský svaz (URS) (Larisa Gorčakovová, Svetlana Varganovová, Natalija Pokasová, Irina Gerasimovová, (r)Larisa Belokonová, (r)Inna Abramovová)                                    | 4:12,36 |
| MS 1986           | Východní Německo (GDR) (Kathrin Zimmermannová, Sylvia Geraschová, Kornelia Greßlerová, Kristin Ottová, (r)Manuela Stellmachová)                                                            | 4:04,82    | USA (USA) (Elizabeth Mitchellová, Jennifer Hauová, Mary T. Meagherová, Jenna Johnsonová, (r)Anne Mahoneyová, (r)Cara Hafnerová, (r)Kara McGrathová, (r)Laura Walkerová)                      | 4:07,75 | Nizozemsko (NED) (Jolanda de Roverová, Petra van Staverenová, Cornelia van Bentumová, Annemarie Verstappenová)                                                                     | 4:10,70 |
| MS 1991           | USA (USA) (Jane Wagstaffová, Tracey McFarlaneová, Christine Ahmannová-Leightonová, Nicole Haislettová, (r)Jodi Wilsonová, (r)Tori DeSilvaová, (r)Julie Gormanová, (r)Jennifer Thompsonová) | 4:06,51    | Austrálie (AUS) (Nicole Livingstoneová, Linley Frameová, Susan O'Neillová, Karen Van Wirdumová, (r)Johanna Griggsová)                                                                        | 4:08,04 | Německo (GER) (Svenja Schlichtová, Jana Dörriesová, Susanne Müllerová, Manuela Stellmachová, (r)Dagmar Haseová, (r)Alexandra Hänelová, (r)Katrin Jäkeová, (r)Kerstin Kielgaßová)   | 4:10,50 |
| MS 1994           | Čína (CHN) (Che Cch'-chung, Taj Kuo-chung, Liou Li-min, Le Ťing-i, (r)Jüan Jüan, (r)Čchü Jün, (r)Šan Jing)                                                                                 | 4:01,67    | USA (USA) (Lea Lovelessová, Kristine Quanceová, Amy Van Dykenová, Jennifer Thompsonová, (r)Whitney Phelpsová, (r)Angel Martinová)                                                            | 4:06,53 | Rusko (RUS) (Nina Živaněvská, Olga Prochorovová, Svetlana Pozdějevová, Natalija Meščerjakovová)                                                                                    | 4:06,70 |
| MS 1998           | USA (USA) (Lea Maurerová, Kristina Kowalová, Jennifer Thompsonová, Amy Van Dykenová, (r)Elizabeth Botsfordová, (r)Jenna Streetová, (r)Misty Hymanová, (r)Barbara Bedfordová)               | 4:01,93    | Austrálie (AUS) (Meredith Smithová, Helen Denmanová, Petria Thomasová, Sasan O'Neillová, (r)Samantha Rileyová, (r)Angela Kennedyová, (r)Sarah Ryanová)                                       | 4:05,12 | Japonsko (JPN) (Mai Nakamuraová, Masami Tanakaová, Ajari Aojamaová, Sumika Minamotová)                                                                                             | 4:06,27 |
| MS 2001           | Austrálie (AUS) (Dyana Calubová, Leisel Jonesová, Petria Thomasová, Sarah Ryanová, (r)Clementine Stoneyová, (r)Tarnee Whiteová, (r)Elka Grahamová)                                         | 4:01,50    | USA (USA) (Natalie Coughlinová, Megan Quannová, Mary DeScenzaová, Erin Phenixová, (r)Courtney Shealyová, (r)Shelly Johnstonová, (r)Maritza Correiaová)                                       | 4:01,81 | Čína (CHN) (Čan Šu, Luo Süe-ťüan, Žuan I, Sü Jen-wej) | 4:02,53 |
| MS 2003           | Čína (CHN) (Čan Šu, Luo Süe-ťüan, Čou Ja-fej, Jang Jü) | 3:59,89    | USA (USA) (Natalie Coughlinová, Amanda Beardová, Jennifer Thompsonová, Lindsay Benková, (r)Haley Copeová, (r)Tara Kirková, (r)Mary DeScenzaová)                                              | 4:00,83 | Austrálie (AUS) (Giaan Rooneyová, Leisel Jonesová, Jessicah Schipperová, Jodie Henryová)                                                                                           | 4:01,37 |
| MS 2005           | Austrálie (AUS) (Sophie Edingtonová, Leisel Jonesová, Jessicah Schipperová, Lisbeth Lentonová, (r)Giaan Rooneyová, (r)Brooke Hansonová, (r)Felicity Galvezová, (r)Jodie Henryová)          | 3:57,47    | USA (USA) (Natalie Coughlinová, Jessica Hardyová, Rachel Komisarzová, Amanda Weirová, (r)Jeri Mossová, (r)Tara Kirková, (r)Mary DeScenzaová, (r)Lacey Nymeyerová)                            | 3:59,92 | Německo (GER) (Antje Buschschulteová, Sarah Poeweová, Annika Mehlhornová, Daniela Götzová)                                                                                         | 4:02,51 |
| MS 2007           | Austrálie (AUS) (Emily Seebohmová, Leisel Jonesová, Jessicah Schipperová, Lisbeth Lentonová, (r)Tarnee Whiteová, (r)Felicity Galvezová, (r)Jodie Henryová)                                 | 3:55,74    | USA (USA) (Natalie Coughlinová, Tara Kirková, Rachel Komisarzová, Lacey Nymeyerová, (r)Leila Vaziriová, (r)Jessica Hardyová, (r)Dana Vollmerová, (r)Amanda Weirová)                          | 3:58,31 | Čína (CHN) (Sü Tchien-lung-c', Luo Nan, Čou Ja-fej, Sü Jen-wej) | 4:01,97 |
| MS 2009           | Čína (CHN) (Čao Ťin, Čchen Chuej-ťia, Ťiao Liou-jang, Li Če-s') | 3:52,19    | Austrálie (AUS) (Emily Seebohmová, Sarah Katsoulisová, Jessicah Schipperová, Lisbeth Trickettová, (r)Sally Fosterová, (r)Stephanie Riceová, (r)Shayne Reeseová)                              | 3:52,58 | Německo (GER) (Daniela Samulská, Sarah Poeweová, Annika Mehlhornová, Britta Steffenová, (r)Daniela Schreiberová)                                                                   | 3:55,79 |
| MS 2011           | USA (USA) (Natalie Coughlinová, Rebecca Soniová, Dana Vollmerová, Melissa Franklinová, (r)Elizabeth Peltonová, (r)Christine Magnusonová, (r)Amanda Weirová)                                | 3:52,36    | Čína (CHN) (Čao Ťin, Ťi Li-pching, Lu Jing, Tchang I, (r)Kao Čchang, (r)Sun Jie, (r)Ťiao Liou-jang, (r)Li Če-s')                                                                             | 3:55,61 | Austrálie (AUS) (Belinda Hockingová, Leisel Jonesová, Alicia Couttsová, Merindah Dingjanová, (r)Stephanie Riceová)                                                                 | 3:57,13 |
| MS 2013           | USA (USA) (Melissa Franklinová, Jessica Hardyová, Dana Vollmerová, Megan Romanová, (r)Elizabeth Peltonová, (r)Breeja Larsonová, (r)Claire Donahueová, (r)Shannon Vreelandová)              | 3:53,23    | Austrálie (AUS) (Emily Seebohmová, Sally Fosterová, Alicia Couttsová, Cate Campbellová, (r)Samantha Marshallová, (r)Emma McKeonová)                                                          | 3:55,22 | Rusko (RUS) (Darija Ustinovová, Julija Jefimovová, Svetlana Čimrovová, Veronika Popovová, (r)Anna Belousovová)                                                                     | 3:56,47 |
| MS 2015           | Čína (CHN) (Fu Jüan-chuej, Š' Ťing-lin, Lu Jing, Šen Tuo, (r)Čchen Sin-i, (r)Čchiou Jü-chan)                                                                                               | 3:54,41    | Švédsko (SWE) (Michelle Colemanová, Jennie Johanssonová, Sarah Sjöströmová, Louise Hanssonová)                                                                                               | 3:55,24 | Austrálie (AUS) (Emily Seebohmová, Taylor McKeownová, Emma McKeonová, Bronte Campbellová, (r)Madison Wilsonová, (r)Lorna Tonksová, (r)Madeline Grovesová, (r)Melanie Schlangerová) | 3:55,56 |
| MS 2017           | USA (USA) (Kathleen Bakerová, Lillia Kingová, Kelsi Worrellová, Simone Manuelová, (r)Olivia Smoligaová, (r)Catherine Meiliová, (r)Sarah Gibsonová, (r)Mallory Comerfordová)                | 3:51,55    | Rusko (RUS) (Anastasija Fesikovová, Julija Jefimovová, Svetlana Čimrovová, Veronika Popovová, (r)Natalija Ivanějevová)                                                                       | 3:53,38 | Austrálie (AUS) (Emily Seebohmová, Taylor McKeownová, Emma McKeonová, Bronte Campbellová, (r)Holly Barrattová, (r)Jessica Hansenová, (r)Brianna Throssellová, (r)Shayna Jacková)   | 3:54,29 |
| MS 2019           | USA (USA) (Regan Smithová, Lillia Kingová, Kelsi Dahliaová, Simone Manuelová, (r)Olivia Smoligaová, (r)Melanie Margalisová, (r)Kathryn McLaughlinová, (r)Mallory Comerfordová)             | 3:50,40    | Austrálie (AUS) (Minna Athertonová, Jessica Hansenová, Emma McKeonová, Cate Campbellová, (r)Kaylee McKeownová, (r)Brianna Throssellová, (r)Madison Wilsonová)                                | 3:53,42 | Kanada (CAN) (Kylie Masseová, Sydney Pickremová, Margaret Mac Neilová, Penny Oleksiaková, (r)Kierra Smithová, (r)Rebecca Smithová, (r)Taylor Rucková)                              | 3:53,58 |
| MS 2022           | USA (USA) (Regan Smithová, Lillia Kingová, Torri Huskeová, Claire Curzanová, (r)Rhyan Whiteová, (r)Alexandra Walshová, (r)Natalie Hindsová, (r)Erika Brownová)                             | 3:53,78    | Austrálie (AUS) (Kaylee McKeownová, Jenna Strauchová, Brianna Throssellová, Mollie O'Callaghanová, (r)Madison Wilsonová)                                                                     | 3:54,25 | Kanada (CAN) (Kylie Masseová, Rachel Nicolová, Margaret Mac Neilová, Penny Oleksiaková, (r)Ingrid Wilmová, (r)Kelsey Wogová, (r)Kayla Sanchezová)                                  | 3:55,01 |
| MS 2023           | USA (USA) (Regan Smithová, Lillia Kingová, Gretchen Walshová, Katherine Douglassová, (r)Katharine Berkoffová, (r)Lydia Jacobyová, (r)Victoria Huskeová, (r)Abbigail Weitzeilová)           | 3:52,08    | Austrálie (AUS) (Kaylee McKeownová, Abbigail Harkinová, Emma McKeonová, Mollie O'Callaghanová, (r)Madison Wilsonová, (r)Brianna Throssellová, (r)Meg Harrisová)                              | 3:53,37 | Kanada (CAN) (Kylie Masseová, Sophie Angusová, Margaret Mac Neilová, Summer McIntoshová, (r)Ingrid Wilmová, (r)Mary-Sophie Harveyová)                                              | 3:54,12 |
| MS 2024           | Austrálie (AUS) (Iona Andersonová, Abbey Harkinová, Brianna Throssellová, Shayna Jacková, (r)Jaclyn Barclayová, (r)Alexandria Perkinsová)                                                  | 3:55,98    | Švédsko (SWE) (Louise Hanssonová, Sophie Hanssonová, Sarah Sjöströmová, Michelle Colemanová, (r)Hanna Rosvallová)                                                                            | 3:56,35 | Kanada (CAN) (Ingrid Wilmová, Sophie Angusová, Rebecca Smithová, Taylor Rucková, (r)Sydney Pickremová, (r)Katerine Savardová)                                                      | 3:56,43 |
| MS 2025           | USA Regan Smithová Kate Douglassová Gretchen Walshová Torri Huskeová Katharine Berkoffová(r) Lilly Kingová(r) Claire Curzanová(r) Simone Manuelová(r)                                      | 3:49,34 WR | Austrálie Kaylee McKeownová Ella Ramsayová Alexandria Perkinsová Mollie O'Callaghanová Sienna Tooheyová(r)                                                                                   | 3:52,67 | Čína Pcheng Sü-wej Tchang Čchien-tching Čang Jü-fej Čcheng Jü-ťie Wan Le-tchien(r) Jang Čchan(r) Jü I-tching(r) Wu Čching-feng(r)                                                  | 3:54,77 |